# Seznam českých filmových lokací
Seznam českých filmových lokací uvádí některá místa v Česku, kde se natáčely filmy a seriály (až na výjimky české).
Tento seznam není úplný, vzniká pouze na základě příspěvků uživatelů a údaje v něm uvedené jsou často obtížně ověřitelné.

## Středočeský kraj
- Amerika – Limonádový Joe, Malá mořská víla, Micimutr, My tři a pes z Pětipes
- Bečváry (zámek) – Zapomenuté světlo
- Bedlno (lom) – Raduz a Mahulena
- Benátky nad Jizerou – Bekyně mniška, Petrolejové lampy, Prima sezóna, Rodáci, Dobří holubi se vracejí, Český Robinson, Rodinná pouta, Vyprávěj, Svatby v Benátkách, Ohnivý kuře
- Benátky nad Jizerou (zámek) – Prima sezóna, Rodáci
- Benešov – Muž v povětří, Právě začínáme, Smrt stopařek
- Beroun – Muž na radnici, Nevinné lži, Ohnivé ženy, Ranč U Zelené sedmy, Tankový prapor, Třetí táta, Zámek Nekonečno, Dračí doupě, Pan Tau
- Beroun (Městská hora) – Pusinky
- Bezdědice (Bělá pod Bezdězem) – Želary
- Bezdědice u Hostomic – Léto s kovbojem
- Bezno (zámek) – Pouta
- Bělice – Strakonický dudák
- Blažejovice – Jak se krotí krokodýli
- Bohuliby – Prázdniny pro psa
- Bon Repos – Cirkus Bukowsky II.
- Kameňák 4 , Život je život
- Borek (Suchomasty) – Václav
- Borovka – Strakonický dudák
- Branov – Náhodou je príma
- Branov (Kouřimecká rybárna) – Smrt krásných srnců, Třetí táta, Škola princů
- Braškov (Toskánka) – Ještě větší blbec, než jsme doufali
- Brázdim – Zámek v Čechách
- Brodce (Týnec nad Sázavou) – Nebe a dudy
- Brzina – Hop nebo trop
- Březnice – Když rozvod, tak rozvod, Zbraně pro Prahu
- Březnice (zámek) – Modrá krev, Princezna ze mlejna
- Březno (zámek) – Šílení
- Bubovické vodopády – Saturnin
- Bukov (Motorest Zálesák) – Pusinky
- Bykoš – Rafťáci
- Byšice (zámek) – Šílení
- Byšičky – Procesí k panence, Příliš hlučná samota
- Byšičky (rybník Řehačka) – Jak si zasloužit princeznu
- Cerhovice – Ranč U Zelené sedmy
- Čechtice – Právě začínáme
- Čenkov – Něco je ve vzduchu
- Černošice – Arabela, Jedna kočka za druhou, Nevinné lži, Škoda lásky
- Černuc – Václav
- Čertova skála – Třetí táta
- Čertovy hlavy – Kočičí princ
- Červené Pečky – Vlak dětství a naděje
- Červený Hrádek u Sedlčan (zámek) – Trhák
- Český Šternberk – Hop nebo trop, Smutek paní Šnajderové,
- Český Šternberk (hrad) – Anděl Páně, Arabela, Smutek paní Šnajderové, Ulice – Velká trojka
- Čestlice – O zvířatech a lidech, Veni, vidi, vici
- Davle – Most u Remagenu
- Divišov – Smutek paní Šnajderové
- Dobrovíz – Tři veteráni
- Dobřejovice – Hop nebo trop
- Dobřeň – O svatební krajce
- Dobříčkov – Návštěvníci
- Dobříš – Bambinot, Dobrodružství kriminalistiky (díly Písmo a Identifikační kresba), Chlapci a chlapi, Kantor Ideál, Princezna ze mlejna, Princezna ze mlejna II, Případ pro začínajícího kata, Rodáci, Tarzanova smrt, Tvář pod maskou, Z pohádky do pohádky
- Dolní Bousov – Taková normální rodinka
- Doubravčice – Dva muži hlásí příchod
- Drábské světničky – Kuky se vrací
- Dřevíč (zámek) – Modrá krev, Vážení přátelé, ano
- Dub – Habermannův mlýn
- Dubenec – Dobrá Voda, Smrt stopařek
- Dubenec (Motorest Halda) – Jak napálit advokáta
- Dubí – Lidice, Ro(c)k podvraťáků
- Dymokury (zámek) – Modrá krev
- Filipov (zámek) – Dobrodružství kriminalistiky (díl Volavka)
- Halouny – Tajemství proutěného košíku
- Harfenice – Láska rohatá
- Hlásná Třebaň – Údolí krásných žab
- Hlavenec – Buldoci a třešně, Vrchní, prchni
- Hodětice – Jáchyme, hoď ho do stroje!
- Hodětice (Dvorský rybník) – Jáchyme, hoď ho do stroje!
- Horní Bezděkov – Ach, ty vraždy!
- Horní Bezděkov (les Brdec) – Korunní princ
- Horní Jirčany – Blázni, vodníci a podvodníci, Dívka na koštěti, Poprask na silnici E4
- Hořín – Cirkus Humberto, Poklad hraběte Chamaré, Posel úsvitu, Pozdní láska, Slaměný klobouk, U mě dobrý
- Hořín (zámek) – Poklad hraběte Chamaré, Posel úsvitu, Svatba upírů
- Hořovice – Ranč U Zelené sedmy
- Hořovice (nový zámek) – České století (díly Veliké bourání a Zabíjení soudruha), Dynastie Nováků, Kouzelná tetička Valentýna, Ranč U Zelené sedmy, Ve znamení Merkura, Druhý dech, Princ a já 2
- Hořovičky – Florenc 13.30
- Hostim – Prachy dělaj člověka
- Hostivice – Slavné historky zbojnické
- Hostouň – Sokolovo
- Hrazany – Petrolejové lampy
- Hřebenáč – Láska rohatá
- Hřiměždice – 2Bobule, Cesta peklem, Výchova dívek v Čechách, Území bílých králů
- Hýskov – České století (díl Veliké bourání), Nespavost, Saturnin, Všichni moji blízcí
- Chloumek (kostel Nejsvětější Trojice) – Kameňák 4
- Choteč – Post Coitum, ROMing
- Chotilsko (Besedná) – Vratné lahve
- Chotýšany – Hop nebo trop
- Chrustenice – Bumerang, Motel Anathema, Zdivočelá země
- Chvojen (kostel sv. Jakuba a Filipa) – Kříž u potoka, Válka barev
- Chvojínek (kostel sv. Václava) – Kytice
- Jemniště (zámek) – Hop nebo trop, Náš dědek Josef, Redakce
- Jestřebice (Dobřeň) – Vyprávěj
- Jevany – Dovolená s Andělem, Dva týdny štěstí, Jak básníkům chutná život, Vyšší princip
- Jezero Lhota – Muži v naději
- Jílové u Prahy – Báječná léta pod psa, Nepodepsaný knoflík, Objížďka, Swingtime, Tichá bolest
- Jíloviště – Dům Na Poříčí, Hlavní výhra, Holka nebo kluk?, Irčin románek, Místo nahoře, Nebe a dudy, Řeka, Sextánka, Tatínek na neděli
- Kácov – Habermannův mlýn, Tmavomodrý svět
- Kačina – 3 sezony v pekle, České století (díl Veliké bourání), Dobrodružství kriminalistiky (díl Modus operandi), Kouzelné galoše, Marie Terezie
- Kamenice (okres Praha-východ) – Zatykač na královnu
- Kamenný Přívoz – Cirkus Bukowsky
- Karlštejn – Co je doma, to se počítá, pánové, Copak je to za vojáka…, Kačenka a zase ta strašidla, Návrat ztraceného syna, Noc na Karlštejně (1919), Noc na Karlštejně (1973), Otec Kondelík a ženich Vejvara, Údolí včel, Velká sázka o malé pivo
- Kersko – Slavnosti sněženek
- Kladno – ...a zase ta Lucie!, Chlapci a chlapi, Leť ptáku, leť!, Lidice, Okres na severu, Parta hic, Přehlídce velím já, Ro(c)k podvraťáků
- Kladno (nádraží) – Jak básníci přicházejí o iluze, Jak básníkům chutná život, Chlapci a chlapi
- Kladno (nemocnice) – Jak básníci neztrácejí naději, Jak básníci přicházejí o iluze, Jak básníkům chutná život, Konec básníků v Čechách
- Kladruby – O zvířatech a lidech
- Klínec (podjezd pod R4) – Jáchyme, hoď ho do stroje!
- Kokořín – Kouzelný měšec, Princezna se zlatou hvězdou, Z pohádky do pohádky, Korunní princ
- Kokořínský Důl – Rebelové
- Kolín – Černý Petr, Ohnivé ženy mezi námi, Ordinace v růžové zahradě, Přehlídce velím já, Život na zámku, Inženýrská odysea
- Kolín (Horní ostrov) – Právě začínáme
- Komárov – Okresní přebor
- Koněpruské jeskyně – Jak si zasloužit princeznu, Tři veteráni
- Koněprusy (Velkolom Čertovy schody) – Nevinné lži
- Konopiště – Adéla ještě nevečeřela, Jáchyme, hoď ho do stroje!, Jak se budí princezny, Jára Cimrman ležící, spící, Soudný den, V tomhle zámku straší, šéfe!, Žena, která ví, co chce
- Konopiště (Benešov) – Sedm žen Alfonse Karáska, V tomhle zámku straší, šéfe!
- Kosmonosy – Kuky se vrací, Modrá krev
- Kosmonosy (zámek) – Pohlaď kočce uši
- Kosov – Samotáři
- Kosova Hora – Největší z Čechů
- Kouřim – Bylo nás pět, Lékárníkových holka,
- Kouřim (kostel sv. Štěpána) – Bylo nás pět
- Kouřim (Muzeum lidových staveb) – Jak si zasloužit princeznu, Kouzla králů, Nesmrtelná teta, Tajemství staré bambitky 1 a 2, Dešťová víla
- Krakovec – Ať žijí duchové!,[1] Komedianti, Modrá krev, Princ a Večernice
- Královice – Lidice
- Kralupy nad Vltavou – Okres na severu, Kobry a užovky
- Kralupy nad Vltavou (Česká rafinérská) – Okres na severu
- Králův Dvůr – I ve smrti sami, Nevinné lži, Dobrodružství kriminalistiky (díl Hon na rozhlasových vlnách)
- Krhanice – Křtiny
- Krnsko – Pohlaď kočce uši
- Křečovice – Farářův konec, Není sirotek jako sirotek, Vesničko má středisková
- Křivoklát – Anděl Páně, Bathory, Čapkovy povídky, Čarovné dědictví, Dívka na koštěti, Honza málem králem, Hra o královnu, Jak se budí princezny, Jak si zasloužit princeznu, Jak ukrást Dagmaru, Korunní princ, Mrtvý princ, Noc na Karlštejně, Ohnivé ženy, Slasti Otce vlasti, Spanilá jízda, Sůl nad zlato, Škola princů, Toulavý Engelbert, Třetí princ, Tři veteráni, Z mého života, Z pohádky do pohádky, Zimní víla
- Křivoklát (městys) – Náhodou je príma!, Smrt krásných srnců
- Křivsoudov – Jízda
- Kutná Hora – ... a pozdravuji vlaštovky, Andělské oči,[2] Bathory, Cech panen kutnohorských, Dobrodružství kriminalistiky (díl První detektivní sbor),[3] Fany, Hodinářova svatební cesta korálovým mořem, Karel Havlíček Borovský, Kousek nebe, O pokladech, Právo na hřích, První republika, Slávko, nedej se!, Z pohádky do pohádky, Žiletky
- Kutná Hora (Sedlecký klášter) – Santiniho jazyk
- Kutná Hora (Vlašský dvůr) – Cech panen kutnohorských, Dobrodružství kriminalistiky (díl První detektivní sbor)[3]
- Květnice – Gympl s (r)učením omezeným
- Kytín – Copak je to za vojáka…, Swingtime
- Lány – České století (díl Zabíjení soudruha)
- Lány (Lánská obora) – České století (díl Zabíjení soudruha), Markéta Lazarová
- Lány (zámek) – České století (díl Zabíjení soudruha)
- Lazec – Non Plus Ultras
- Ledečko (kemp Kuchelník) – Smutek paní Šnajderové
- Leontýnský zámek – Dívka na koštěti, Nevinnost
- Lešany – Byl jednou jeden král, Chlapci a chlapi
- Lešany (vojenské muzeum) – České století (díl Den po Mnichovu)
- Libenice – České století (díl Veliké bourání)
- Liběchov – Cirkus Humberto, Kameňák 4
- Liběchov (zámek) – Dobrodružství kriminalistiky (díl Identifikační kresba)
- Libiš – Jakou barvu má láska
- Liblice (zámek) – Ještě větší blbec, než jsme doufali, Na dvoře je kůň, šéfe!, Pane, vy jste vdova!, Zámek v Čechách
- Libomyšl – My tři a pes z Pětipes
- Libušín (Důl Schöller) – Parta hic
- Lidice – Lidice
- Líšno (zámek) – Já, spravedlnost
- Liteň – Občanský průkaz
- Loděnice u Berouna – Cesty mužů, Ostře sledované vlaky, Svatební cesta do Jiljí
- Lochovice – Okresní přebor
- Louňovice pod Blaníkem – Největší z Čechů
- Lysá nad Labem – Copak je to za vojáka…, Rok ďábla, Místo nahoře
- Lysá nad Labem (zámek) – Lekce Faust, Rok ďábla, Donšajni, Místo zločinu Plzeň, Trpaslík, Byl jednou jeden polda III
- Lysá nad Labem (Řehačka) – Jak si zasloužit princeznu
- Malá Lečice – Copak je to za vojáka…, Léto s kovbojem
- Málkov – Okresní přebor
- Malý Chlumec – Ať žijí duchové![4]
- Menčice (lom) – Jurášek
- Mělník – Ach, ty vraždy!, Barbora Hlavsová, Bathory, Dva muži hlásí příchod, Jak básníci neztrácejí naději, Jak básníci přicházejí o iluze, Jak básníkům chutná život, Jak svět přichází o básníky, Kameňák 4, Konec básníků v Čechách, Létající Čestmír, Mach, Šebestová a kouzelné sluchátko, Nemocnice na kraji města, Okouzlená, Pozdní láska, Sukničkáři, Svatební cesta do Jiljí, Tři kamarádi, Vánoční Kameňák
- Mělník (zámek) – Jak svět přichází o básníky
- Městečko u Křivoklátu – Ranč U Zelené sedmy
- Měšice (zámek) – Příběhy obyčejného šílenství
- Mladá Boleslav – České století (díl Zabíjení soudruha)
- Mladá Boleslav (bývalá věznice) – České století (díl Den po Mnichovu), Hanibal Rising, Hitler: The Rise of Evil, I ve smrti sami, Jedna ruka netleská, Kajínek, Kousek nebe, Krev zmizelého, Kvaska, Lidice, Missing, Mission: Impossible – Ghost Protocol, Obsluhoval jsem anglického krále, Pohlaď kočce uši, Prachy dělaj člověka, Případy 1. oddělení, Uniforma
- Mnichovo Hradiště – Deváté srdce, Panna a netvor, Duch nad zlato
- Mníšek pod Brdy – Ať žijí duchové!,[5] Copak je to za vojáka…, Rodáci, Tatínek na neděli
- Mníšek pod Brdy (zámek) – Jánošík
- Mořinka – 2Bobule, Bobule
- Mšeno – Indiánské léto, O rodičích a dětech, Rebelové
- Nečín (Leknínové jezírko) – Nesmrtelná teta
- Nedamy – Ďábelské líbánky
- Nedvězí – Na samotě u lesa
- Nechánice – Zatykač na královnu
- Neratovice – Jakou barvu má láska, Létající Čestmír
- Neveklov (Panský rybník) – Vesničko má středisková
- Neveklov (rybník Valcha) – Návštěvníci
- Nezabudice – Údolí krásných žab
- Nezabudický mlýn – Náhodou je príma
- Nižbor – Dívka na koštěti
- Nová Ves pod Pleší – Místo nahoře, Místo v životě, Rebelové, Sny na neděli, Tankový prapor
- Nové Dvory – Diagnóza smrti
- Nové Strašecí – Dědeček automobil
- Nový Knín – Ať žijí duchové!,[1] Barbora Hlavsová, Lidé z maringotek, Prstýnek, Sázka na třináctku, Zánik samoty Berhof
- Nový Vestec – Báječná léta pod psa
- Nučice (okres Praha-západ) – Obecná škola, Rebelové, Smrt stopařek
- Nučice (nádraží) – Nevinné lži
- Nymburk – Cirkus Humberto, Kolja, Tři veteráni , Hodinový manžel, Manžel na hodinu, Trpaslík
- Obříství (zámek) – Dobrodružství kriminalistiky (díl Antropologie)
- Obděnice – Na samotě u lesa, Vodník a Karolínka
- Okoř (hrad) – Kouzelný měšec, Tvář pod maskou
- Olešovice – Jedna ruka netleská
- Ondřejov – Jára Cimrman ležící, spící
- Ořech – Na dvoře je kůň, šéfe!
- Osečany – Vesničko má středisková
- Panenské Břežany (horní zámek) – Nezralé maliny, Dravci, Milujeme, Slavné historky zbojnické, Příklady táhnou, Santiniho jazyk
- Panenské Břežany (dolní zámek) – Atentát
- Pirkštejn – Princ Bajaja
- Počaply (Králův Dvůr) – Ranč U Zelené sedmy
- Počepice – Farářův konec
- Poděbrady – Bratři, Buldok z Poděbrad, Eliška má ráda divočinu, Hrdinný kapitán Korkorán, Kantor Ideál, Nebeští jezdci, Ordinace v růžové zahradě, Přátelé Bermudského trojúhelníku, Svatba jako řemen, Taneční
- Poděbrady (zámek) – Svatba jako řemen
- Popovice (Králův Dvůr) – Ranč U Zelené sedmy
- Poříčí nad Sázavou – Cirkus Humberto
- Praskolesy – Okresní přebor
- Průhonice (zámek) – Arabela, Ať přiletí čáp, královno, Ať žijí duchové!,[6] Jindra, hraběnka Ostrovínová, Koloběžka první, Kouzelný měšec, Neviděli jste Bobíka?, Nevinné lži, Plaváček, Popelka, Princezna se zlatou hvězdou, S čerty nejsou žerty, Slaměný klobouk, Třetí princ, Tři veteráni, V tomhle zámku straší, šéfe!, Vyšší princip
- Přerov nad Labem – Ach, ty vraždy!, Čertova nevěsta, Tajemství staré bambitky, Z pekla štěstí, Z pekla štěstí 2
- Příbram – Hop nebo trop, Chlapci a chlapi, Jak napálit advokáta, Jak se krade milión, Konec básníků v Čechách, Půl domu bez ženicha
- Přibyšice – Václav
- Přívlaky – Rychlík do Ostravy
- Pustověty – Vážení přátelé, ano
- Radešice – Na samotě u lesa
- Radíč (Chýnov) – Zdivočelá země
- Rakovník – Nezbedný bakalář, Trhala fialky dynamitem, Vážení přátelé, ano
- Raspenava – Výchova dívek v Čechách
- Rataje nad Sázavou – Milenci v roce jedna, O život, Příklady táhnou, Smutek paní Šnajderové, Škola Na Výslunní, Vyprávěj
- Ratboř – Ro(c)k podvraťáků
- Rozkoš (Průhonice) – Pytlákova schovanka aneb Šlechetný milionář
- Roztěž (zámek) – Dobrodružství kriminalistiky (díly Vlas a Neznámý), Setkání v červenci, Život na zámku
- Roztoky (okres Rakovník) – Náhodou je príma!, Údolí krásných žab
- Rudná – Bony a klid
- Řevnice – Ach, ty vraždy!, Utrpení mladého Boháčka
- Říčany – Dobrá Voda, Občanský průkaz, Vrchní, prchni
- Říčany (koupaliště Jureček) – Kam slunce nechodí
- Řitka – Kameňák 3, Bony a klid
- Sázava – 30 případů majora Zemana, Hop nebo trop
- Sekanka – Léto s kovbojem
- Senohraby – Od zítřka nečaruji
- Senohraby (dálniční most) – Romeo a Julie na konci listopadu
- Skalsko – Únos domů
- Slaný – To jsem z toho jelen, Místo nahoře, Místo v životě
- Slapy – Babí léto
- Slapy (zámek) – Babí léto, Habermannův mlýn, Madla z cihelny, Obsluhoval jsem anglického krále, Případy detektivní kanceláře Ostrozrak, Život je ples, První republika
- Sluštice – Slavnosti sněženek
- Smečno (zámek) – Posel úsvitu
- Solenice – Zaostřit, prosím!
- Solvayovy lomy – Jak si zasloužit princeznu
- Soutice – Dědeček, Kyliján a já
- Srbsko – Copak je to za vojáka…, Svatební cesta do Jiljí
- Srbsko (lom Alkazar) – Dobrodružství kriminalistiky (díl Krev), Marie Růžička, Modré z nebe, Nevinné lži, Od zítřka nečaruji, Dračí doupě
- Stará Boleslav – Buldoci a třešně, Svatební cesta do Jiljí
- Stará Huť – Poplach v oblacích
- Statenice (zámek) – Tři veteráni
- Stránov – O svatební krajce, Začarovaná láska, Záhada modrého pokoje
- Střední Brdy (vojenský prostor) – Obecná škola
- Střemy (vodní mlýn Štampach) – Korunní princ
- Střehom – S čerty nejsou žerty
- Stříbrná Lhota – Copak je to za vojáka…
- Stříbrná Skalice – Dovolená s Andělem
- Sudoměř u Mladé Boleslavi – Únos domů
- Suchomasty (zámek) – Jak básníci neztrácejí naději
- Svatý Jan – Lotrando a Zubejda, Na samotě u lesa
- Svatý Jan pod Skalou – C. a k. polní maršálek, Ještě větší blbec, než jsme doufali, Prachy dělaj člověka, Smradi
- Škvorec – Jak básníkům chutná život, Konec básníků v Čechách
- Štiřín – Božská Ema, Jáchyme, hoď ho do stroje!
- Štiřín (zámek) – Jáchyme, hoď ho do stroje!, Lekce,
- Tiché údolí – Rozpuštěný a vypuštěný
- Tetín – Modré z nebe
- Tlustovousy – Nepodepsaný knoflík
- Tmaň (Velkolom Čertovy schody) – Pouta
- Točník (hrad) – Bathory, Jménem krále, Jabloňová panna, Kytice, Modrá krev
- Tochovice (zámek) – Rodáci
- Trnová (okres Praha-západ) – Nebe a dudy
- Třebíz – Bohéma, Jako listy jednoho stromu, Nejkrásnější hádanka, První republika, Škoda lásky
- Třemšín – Lotrando a Zubejda
- Týnec nad Sázavou – Báječná léta pod psa
- Týřov – Škola princů
- Týřovice – Třetí táta
- Unhošť – Příště budeme chytřejší, staroušku!
- Vacíkov – Swingtime
- Valdek – F. L. Věk
- Valečov – Komedianti, Lotrando a Zubejda, Poklad hraběte Chamaré, Rumplcimprcampr, Slavné historky zbojnické
- Velká Dobrá – Ještě větší blbec, než jsme doufali
- Velké Popovice – Muž v povětří
- Veltrusy – Babí léto, České století (díl Všechna moc lidu Stalinovi), Hejkal, Malá mořská víla, Pražský flamendr, Prstýnek, Starožitníkův krám, Učitel tance
- Veltrusy (zámek) – Král Ubu, Mladá léta
- Velvary – Jedna kočka za druhou, Kam slunce nechodí, Když se slunci nedaří, Tmavomodrý svět
- Vinařice (okres Kladno) – První republika
- Višňová – Chalupáři, Ohlédnutí
- Vlkonice – Smrt krásných srnců
- Vlkovec – Rozpuštěný a vypuštěný
- Vodní nádrž Slapy – Jen ho nechte, ať se bojí
- Vodní nádrž Suchomasty – Dobrodružství kriminalistiky (díl Hon na rozhlasových vlnách)
- Vonoklasy – My tři a pes z Pětipes
- Vojenský výcvikový prostor Jince (dopadová plocha Jordán) – Obecná škola
- Voznice – Arabela, Lotrando a Zubejda
- Vrané nad Vltavou –  Píseň o velké lásce (1932),[7] Bezdětná (1935), Pán a sluha (1938),[8] Osmnáctiletá (1939),[9] Na konci města (1954), Ledové moře volá (1961),[10] Pan Tau 6. díl 1. serie (1970), Zbraně pro Prahu (1974), Jára Cimrman ležící, spící (1983), Zírej, holube! (1987),[11] Šakalí léta (1993), Daria (2019),[12] Tribes of Europa – Netflix, seriál (2019, 2020), Army of Thieves, Netflix (2021), 1. mise (2021), Yellow Flower (USA – 2022)
- Vráž u Berouna – Smradi, Svatební cesta do Jiljí
- Vrbno – Jak básníci neztrácejí naději
- Vrchotovy Janovice (zámek) – O zvířatech a lidech
- Vrškamýk – Hop nebo trop
- Všenory – Stříbrná paruka
- Vysoký Chlumec – Bez svatozáře, Honza málem králem, Sluníčko na houpačce
- Vysoký Újezd (okres Benešov) – Hraběnky, Romance pro křídlovku
- Zadní Třebaň – Copak je to za vojáka…, Nevinné lži, Občanský průkaz, Škoda lásky
- Zásmuky (most přes Kouřimku u Zásmuk) Nesmrtelná teta, Smrt talentovaného ševce
- Zdiby – Tatínek na neděli
- Zdiby (Motorest Nová Pošta) – Na dvoře je kůň, šéfe!
- Zdiby (zámek) – Dobrodružství kriminalistiky (díl První detektivní sbor)[13]
- Zdice – Okresní přebor
- Zhoř – In nomine patris
- Zlonice – Rebelové, Zámek v Čechách
- Zrůbek – Smrt stopařek
- Zruč nad Sázavou – Dědeček, Kyliján a já, Lásky jedné plavovlásky
- Zruč nad Sázavou (zámek) – Řeka čaruje
- Zvánovice – Příště budeme chytřejší, staroušku!
- Zvířetice (hrad) – Máj, O uloupené divožence, Zvon Lukáš, Jak si nevzít princeznu
- Žampašský viadukt – Dva lidi v zoo
- Žebrák (okres Beroun) – Ranč U Zelené sedmy, Swingtime
- Žebrák – Bathory, Modrá krev
- Žehušická obora – Území bílých králů
- Žleby (zámek) – Kouzla králů, Královský slib, Nejkrásnější hádanka, O šípkové Růžence, Pozor, straší, Tři bratři, Nejlepší přítel, O vánoční hvězdě

## Jihočeský kraj
- Albrechtice nad Vltavou – Ať žije republika, Dým bramborové natě, Jan Cimbura
- Bavorov – Boží pole, s.r.o., Jan Cimbura
- Bavorov (Lhotovský rybník) – Princezna ze mlejna, Princezna ze mlejna II
- Bechyně – Dým bramborové natě, Jízda, Kameňák, Kameňák 2, Proč bychom se netopili, Ryba na suchu
- Bechyně (most Duha) – Jízda
- Bechyně (zámek) – Jízda
- Beneda – Drahé tety a já
- Bezdrev – Čertova nevěsta
- Blatná – Bílá paní, Jarní píseň, Na startu je delfín
- Blatná (zámek) – Bílá paní, Křišťálek meč, Příkopy, Šíleně smutná princezna
- Blažejov – Jízda
- Borkovická blata – Tři bratři
- Borotín – Do nebíčka, Honza málem králem, Odvážná slečna, Údolí krásných žab
- Božejovice (nádraží) – Škoda lásky
- Branišovice – Jan Hus
- Bratronice (rybník Hůrka) – Šíleně smutná princezna
- Březnice – Jízda
- Buzice – Čest a sláva
- Bzí – Zlatí úhoři, Svatba upírů
- Cuknštejn – Ať žijí rytíři, Královský slib
- Čepřovice – Rafťáci, Tři chlapi na cestách
- Červená Lhota – Jízda, O štěstí a kráse, O zatoulané princezně, Pan Tau, To byla svatba, strýčku!
- Červená Lhota (zámek) – Křížová trojka, Martin a červené sklíčko, Nemocnice na kraji města – nové osudy, O štěstí a kráse, O zatoulané princezně, Pan Tau, Pan Vok odchází, Svatby pana Voka, Tajemství štěstí, To byla svatba, strýčku!, Zlatovláska
- České Budějovice – Drahé tety a já, Kam čert nemůže, Komedianti, Neříkej mi majore!, Operace mé dcery, Poslušně hlásím, Pyšná princezna, Stříbrná paruka, Tři chlapi na cestách
- České Budějovice (České Vrbné) – Cirkus Bukowsky
- Český Krumlov – Čarovné dědictví, Dobrodružství kriminalistiky (díl Krev), Jen ho nechte, ať se bojí, Hop - a je tu lidoop, Komedianti, Nemocnice na kraji města – nové osudy, Pan Tau, Případ pro začínajícího kata, Putování Jana Amose, Pyšná princezna, Sukničkáři, Šťastnou cestu!, Tři životy, Z pekla štěstí, Anděl Páně 2[14]
- Český Krumlov (Lazebnický most) – Dobrodružství kriminalistiky (díl Krev)
- Český Krumlov (zámek) – Jen ho nechte, ať se bojí, Modrá krev
- Čestice – Slunce, seno a pár facek
- Čimelice – Hogo fogo Homolka
- Člunek – Jízda
- Dačice – Valerie a týden divů
- Deštná – Pan Tau
- Dívčí kámen – Rafťáci
- Dobčice – Babovřesky, Babovřesky 2, Babovřesky 3
- Dobronice u Bechyně – Kuky se vrací, Nezlob, Kristino
- Dobronice (hrad) – Poslední propadne peklu
- Dobrš – Slunce, seno a pár facek, Slunce, seno, erotika, Slunce, seno, jahody
- Dolní Nerestce – Trápení
- Drahov – Proč bychom se netopili
- Dráchov – Jízda
- Dříteň – Babovřesky 2, Babovřesky 3
- Helfenburk – Arabela, Princezna ze mlejna, Tři životy
- Heřmaň (okres Písek) – Kde řeky mají slunce, Poslušně hlásím
- Hluboká nad Vltavou – Babovřesky, Babovřesky 2, Babovřesky 3, Hotel Herbich, Jezerní královna, Komedianti, Pan Tau, Psohlavci, Pyšná princezna, Šípková Růženka
- Hluboká nad Vltavou (zámek) – Modrá krev, Pyšná princezna, Tři bratři
- Holašovice – Babovřesky 2, Babovřesky 3, Český Honza, Prodaná nevěsta, Stříbrná paruka, Už zase skáču přes kaluže
- Holubovská Bašta – Dým bramborové natě
- Horní Vltavice – Jan Žižka
- Horusice – Dým bramborové natě, Proč bychom se netopili
- Hoslovice (vodní mlýn) – Kouzla králů, Tři bratři
- Hospříz – Jízda
- Hoštice – Slunce, seno a pár facek, Slunce, seno, erotika, Slunce, seno, jahody
- Hraběcí Huť – Král Šumavy, Na pytlácké stezce, Za trnkovým keřem
- Chalupská slať – Na pytlácké stezce, Za trnkovým keřem
- Chlum u Třeboně – Srpnová neděle
- Chlumec (Olešník) – Tchán
- Choustník (hrad) – Čertova nevěsta
- Jaronice – Babovřesky 3
- Jarošov nad Nežárkou – Jízda
- Jemčina (splav na Nežárce) – Proč bychom se netopili
- Jickovice – Jáchyme, hoď ho do stroje!
- Jindřichův Hradec – Červená ještěrka, Martin a červené sklíčko, Okurkový hrdina, Organ, Po noci den, Poslední propadne peklu, Stříbrná paruka, Útěk, Z pekla štěstí
- Jindřichův Hradec (Vajgar) – Okurkový hrdina
- Jindřichův Hradec (zámek) – Bathory, Jan Cimbura, Organ, Modrá krev, Pan Vok odchází, Posel úsvitu, Poslední propadne peklu, Proč bychom se netopili, Smuteční slavnost, Svatby pana Voka, Svědek umírajícího času, Z pekla štěstí
- Jiřetice – Drahé tety a já, Tři chlapi na cestách
- Jistebnice – 30 případů majora Zemana, Řekneme si to příští léto, Sněžná noc
- Kakovice – Drahé tety a já
- Kardašova Řečice – Červená ještěrka, Jízda, Okurkový hrdina
- Karlov – Je třeba zabít Sekala, Ohnivé léto, Spadla z měsíce
- Katovice – Hvězda padá vzhůru
- Kestřany – Jestřábí moudrost, Z mého života
- Klášter – Valerie a týden divů
- Kloub – Strakonický dudák
- Klokočín – Marketa Lazarová
- Koječín – Drahé tety a já
- Koloděje nad Lužnicí (zámek) – Kameňák 2, Kameňák 3
- Komárov – Dobrodružství kriminalistiky (díl Krev), Jízda
- Kostelní Vydří – Valerie a týden divů
- Kovářov (Frymburk) – Hop nebo trop
- Kozí Hrádek – Mladá léta
- Kralupy nad Vltavou – Pouta
- Krušlov – Trhák
- Kubova Huť – Každý mladý muž
- Kuklov – Údolí včel
- Kunějov – Do nebíčka
- Kunějovské samoty – Jízda
- Květov (Tyrolský dům) – Zralé víno
- Kvilda – Anděl Páně, Král Šumavy, Markéta Lazarová, Na pytlácké stezce, Pod Jezevčí skálou, Za trnkovým keřem
- Lčovice – Trhák
- Lenora – Boty plné vody, Hop nebo trop
- Litochovice – Páni Edisoni
- Lnáře (nový zámek) – Modrá krev
- Lodhéřov – Usměvavá zem
- Loučovice – Rafťáci
- Lštění – Božská Ema, Jan Hus, Páni Edisoni
- Majdalena – Vyhnání z ráje
- Malé Chrášťany – Babovřesky 2
- Malšín – Hop nebo trop
- Matějovec (Český Rudolec) – Jízda
- Mažice – Jízda
- Měšice – Největší z Čechů
- Milevsko – Babovřesky 3
- Mirotice – Čtyři slunce, Intimní osvětlení, Mikoláš Aleš, Venkovský učitel
- Mirovice – Jarní píseň
- Mříč – Svatojánský věneček
- Nahořany (Čestice) – Princezna ze mlejna, Trhák
- Nahořany (Větřní) – Rafťáci
- Netolice – Babovřesky 2, Babovřesky 3
- Němčice – Babovřesky 3
- Němětice – Slunce, seno, erotika
- Nová Bystřice – 30 případů majora Zemana
- Nová Ves nad Lužnicí – Ve znamení Merkura
- Nová Ves u Protivína – Duhová kulička
- Nový Dvůr – Už zase skáču přes kaluže
- Omlenice – Bylo nás pět
- Orlík nad Vltavou (zámek) – Alibi na vodě, Modrá krev, Nahá pastýřka, Rakev ve snu viděti...
- Oslov – Jáchyme, hoď ho do stroje!
- Otín – Byl jednou jeden král
- Ounuz – Honza málem králem, Pyšná princezna
- Písek – 30 případů majora Zemana, Bomba, Cukrárna, České století (díl Kulka pro Heydricha), Discopříběh, Dobrá Voda, Dobré světlo, Kam, pánové, kam jdete?, Kluci na řece, Láska, Lístek do památníku, Měsíc nad řekou, Místo nahoře, Náhrdelník, Ohnivé léto, Okurkový hrdina, Počítání oveček, Stříbrný vítr, V peřině, Z mého života, Ženu ani květinou neuhodíš
- Písek (chata Živec) – Bohoušův syn, Hogo fogo Homolka
- Písek (nádraží) – Lístek do památníku
- Pištín – Babovřesky, Babovřesky 2, Babovřesky 3
- Plástovice – Mezi námi zloději
- Planá nad Lužnicí – Proč bychom se netopili
- Podolský most – Maharal – Tajemství talismanu, Výlet
- Pohoří na Šumavě – Není Hietler jako Hitler
- Poněšice – Hop nebo trop, Svatební cesta do Jiljí
- Prachatice – Boží pole, s.r.o., Božská Ema, Chlapci a chlapi, Já jsem stěna smrti, Nejlepší člověk, Poprask na silnici E4, Trhák
- Protivec (Strunkovice nad Blanicí) – Já jsem stěna smrti
- Protivín (zámek) – Už zase skáču přes kaluže
- Předslavice – Trhák
- Putim – Ať žije republika, Cesta byla suchá, místy mokrá, Jan Cimbura, Poslušně hlásím, Stříbrná paruka
- Radobytce – Princezna ze mlejna, Už zase skáču přes kaluže, Venkovský učitel
- Radomyšl – Princezna ze mlejna, Nemocnice na kraji města – nové osudy
- Rájov (Zlatá Koruna) – Rafťáci
- Rožmberk nad Vltavou – Hop nebo trop, Rafťáci
- Rožmitál na Šumavě – Rafťáci
- Slavonice – Cesta z města, Les mrtvých, Putování Jana Amose, Trampoty vodníka Jakoubka, Valerie a týden divů
- Schwarzenberský plavební kanál – Modrá krev
- Smetanova Lhota – Kam čert nemůže, Spadla s měsíce
- Smyslov – Blázni, vodníci a podvodníci
- Sobědraž – Strakonický dudák
- Soběslav – Jízda

- Stádlecký most – Dým bramborové natě, Jízda, Proč nevěřit na zázraky
- Stachy (Lesní Chalupy) – Za trnkovým keřem
- Stará Hlína – Byl jednou jeden král, Pan Vok odchází, Všichni moji blízcí, Z pekla štěstí
- Staré Hobzí – Stříbrná paruka
- Starov – Trhák
- Strakonice – Hvězda padá vzhůru, Tři chlapi na cestách
- Strážný – Muž z Londýna, Ve znamení Merkura
- Strmilov – Cesta do pravěku
- Strunkovice nad Blanicí – Boží pole, s.r.o.
- Studená – Postřižiny
- Sudoměř – Cesta byla suchá, místy mokrá, Jan Žižka
- Suchdol nad Lužnicí – Proč bychom se netopili, Svatební cesta do Jiljí
- Suchdol nad Lužnicí (Vodácká základna) – Proč bychom se netopili
- Světlík – Marketa Lazarová
- Špičák – Anděl Páně
- Tábor – Blázni, vodníci a podvodníci, Intimní osvětlení, Komedianti, Poslední propadne peklu, Poslušně hlásím, Proč bychom se netopili, Sukničkáři, To byla svatba, strýčku!
- Tábor (Benešův mlýn) – Proč bychom se netopili
- Tábor (Kotnov) – Poslední propadne peklu
- Tálín – Už zase skáču přes kaluže
- Temelín – Jízda
- Trhové Sviny – Neříkej mi majore!
- Třeboň – Divoké pivo, Lea, Neklidnou hladinou, Pyšná princezna, Stříbrná paruka, Území bílých králů, Všichni moji blízcí
- Třeboň (Opatovický rybník) – Pan Tau
- Třeboň (rybník Rožmberk) – Svatby pana Voka
- Třeboň (zámek) – Modrá krev, Pan Vok odchází
- Týn nad Vltavou – Dým bramborové natě, Kameňák, Kameňák 2, Kameňák 3, Talíře nad Velkým Malíkovem, Tchán
- Újezdec (Bělčice) – Nejkrásnější hádanka
- Varvažov – Je třeba zabít Sekala, O zatoulané princezně, Plavecký mariáš, Proč nevěřit na zázraky, Stříbrná paruka, Střílej oběma rukama
- Varvažov (zámek) – Je třeba zabít Sekala
- Varvažovský rybník – Je třeba zabít Sekala
- Velký Pěčín – Začátek světa
- Veselí nad Lužnicí – Proč bychom se netopili, Rozmarné léto, Soudný den
- Vimperk – Boty plné vody, Božská Ema, Každý mladý muž, Křížová trojka, Na pytlácké stezce
- Vitěšovice – Poslušně hlásím
- Vlachovo Březí – Drahé tety a já, Trhák
- Vlastiboř – Jízda, To byla svatba, strýčku!
- Vodní nádrž Orlík – Jak chutná láska, Maharal – Tajemství talismanu
- Vodňany – Kam čert nemůže
- Volary – Boty plné vody
- Volyně – Slunce, seno, erotika, Tři chlapi na cestách
- Vráž (zámek) – Kameňák 3
- Vrcovice – Cesta byla suchá, místy mokrá, Hop nebo trop
- Vyšší Brod – Hop nebo trop
- Záboří (okres České Budějovice) – Babovřesky, Babovřesky 2, Babovřesky 3
- Záboří (okres Strakonice) – Bílá paní
- Zadov – Ranč U Zelené sedmy, Za trnkovým keřem
- Zahrádka (Kostelec nad Vltavou) – Strakonický dudák
- Záluží (Vlastiboř) – Jízda, O zatoulané princezně, To byla svatba, strýčku!
- Zálší (okres Tábor) – O zatoulané princezně
- Zárybničná Lhota – Blázni, vodníci a podvodníci
- Zbudov – Kam čert nemůže, Mlhy na blatech, Sedmý kontinent
- Zlatá Koruna – Jízda
- Zliv – Pan Tau, Sedmý kontinent, Usměvavá zem
- Zvíkov – Alibi na vodě, Bathory, Jak chutná láska, Lotrando a Zubejda, Maharal – Tajemství talismanu, Marie Růžička, Micimutr, Mikoláš Aleš, Modrá krev, Plavčík a Vratko, Slasti Otce vlasti, Strážce duší, Šašek a královna
- Žďákovský most – Největší z Čechů, Sametoví vrazi
- Želnava – Hop nebo trop
- Židova strouha – Čertova nevěsta, Dobrodružství na Zlaté zátoce, Metráček
- Žíšov – Rozmarné léto

## Plzeňský kraj
- Albrechtice (kostel sv. Petra a Pavla) – Kytice
- Alžbětín – Jak ukrást Dagmaru
- Annín – Anděl Páně, Policie Modrava, Tři životy
- Antýgl – Divá Bára, Policie Modrava
- Běšiny – Copak je to za vojáka…
- Bílá Strž – Divá Bára
- Bor – Drsná planina
- Broumov (Jánský zámek) – Drsná planina
- Čeňkova Pila – Policie Modrava, Z mého života
- Červený Hrádek – Vítr v kapse
- Čímice (Žichovické jezírko) – Tři životy
- Dlouhá Ves – Policie Modrava
- Dobršín (okres Klatovy) – Úhoři máj nabito
- Domaslav – Drsná planina
- Domažlice – Mladá léta, Od zítřa nečaruji, Nevinná, Psohlavci, Smrt stopařek, Tři chlapi na cestách
- Drahoňův Újezd – Ranč U Zelené sedmy
- Doubravice – Cesta z města
- Filipova Huť – Policie Modrava
- Frauenthal – Policie Modrava
- Gutštejn – O uloupené divožence, Z pekla štěstí 2, Princezna zakletá v čase 2
- Hartmanice – Policie Modrava
- Hartmanice (Horská synagoga) – Policie Modrava
- Hauswaldská kaple – Policie Modrava
- Horní Hrádky – Policie Modrava
- Horská Kvilda – Na pytlácké stezce
- Horšovský Týn – Divotvorný klobouk, Mravenci nesou smrt
- Zámek Horšovský Týn – Nesmrtelná teta
- Hrádek – Karamazovi
- Hůrka – Divá Bára
- Chudenice – Modrá krev
- Janovice – Policie Modrava
- Janovice nad Úhlavou – Copak je to za vojáka…
- Javorná – Tři oříšky pro Popelku
- Jelenov – Policie Modrava
- Jesení – Tři oříšky pro Popelku
- Kasejovice – Bílá paní
- Kašperk – Anděl Páně, Policie Modrava, Ulice – Jak usmířit Kašperáčky
- Kašperské Hory – Anděl Páně, Hop nebo trop, Policie Modrava, Vůně vanilky, Ulice – Jak usmířit Kašperáčky
- Kašperské Hory (Muzeum motocyklů a expozice české hračky) – Policie Modrava
- Kavrlík – Policie Modrava
- Kladrubský klášter – Santiniho jazyk, Tři bratři
- Klášter Chotěšov – 3 sezony v pekle, Andělská tvář, Dobrodružství kriminalistiky (díly Stopa a Jed), Žert, Mordparta
- Klášter Plasy – Santiniho jazyk, Donšajni, Vůně vanilky
- Klatovy – Copak je to za vojáka…, Jak ukrást Dagmaru, Nevinná, Policie Modrava, Sázka na třináctku, Tři chlapi na cestách
- Kočov – Z pekla štěstí 2
- Kořen – Drsná planina
- Kozel – Cirkus Humberto, Hry lásky šálivé, Modrá krev
- Kundratice (Hartmanice) – Policie Modrava
- Labuť – Drsná planina
- Laka – Divá Bára
- Lesná – Drsná planina
- Libštejn (hrad) – Modrá krev
- Lídlovy Dvory – Policie Modrava
- Líšná – Náves, Šašek a královna
- Lom u Tachova – Tři chlapi na cestách
- Luková (kostel) – Zakleté pírko
- Lužany (zámek) – Dobrodružství kriminalistiky (díl Identifikační kresba)
- Malý Yukon (jez Radešov) – Policie Modrava
- Manětín – Tichá myš, Cesta z města, Cesta do lesa, Zakleté pírko, Božena
- Mechov – Policie Modrava
- Mezihoří u Švihova – Tři oříšky pro Popelku
- Michalovy Hory – Drsná planina
- Modrava – Divá Bára, Policie Modrava
- Mochov – Obsluhoval jsem anglického krále, Tři životy
- Myší Domky – Policie Modrava
- Nečtiny – Cesta z města
- Nová Huť (Hrádek) – Post Coitum
- Nyklův Mlýn – Policie Modrava
- Onen Svět u Želené Rudy – Tři oříšky pro Popelku
- Opolenec – Policie Modrava
- Ostrovec (Ostrovec-Lhotka) – Ranč U Zelené sedmy
- Petrovice u Sušice – Policie Modrava
- Plzeň – Discopříběh, Discopříběh 2, Drsná planina, Expres z Norimberka, Kajínek, Muž z Londýna, Nestyda, Pusinky, Severní přístav, Spalovač mrtvol, Tři chlapi na cestách, Věrní abonenti, Vítr v kapse, Vůně vanilky, Policie Modrava
- Plzeň (Bílá Hora) – Želary
- Plzeň (Velký Bolevecký rybník) – Vítr v kapse
- Plzeň (Věznice Bory) – Kajínek, Policie Modrava
- Podlesí – Policie Modrava
- Podolí – Policie Modrava
- Prášily – Policie Modrava
- Prášily (bývalý Šerlův mlýn) – Král Šumavy
- Přimda (hrad) – Modrá krev
- Přívětice – Ranč U Zelené sedmy
- Rabí (hrad) – Bídníci, Božská Ema, Jabloňová panna, Kouzelné galoše, Marketa Lazarová, O zapomnětlivém černokněžníkovi, Radůz a Mahulena, Rok ďábla, Sirius, Soudný den, Tři chlapi na cestách, Údolí včel, Policie Modrava
- Rabštejn nad Střelou – Cesta z města, Cesta do lesa, Šťastný smolař, Svatojánský věneček, Božena
- Radešov – Policie Modrava
- Rejštejn – Policie Modrava, Hurá na medvěda!
- Rozvadov – Páté oddělení, Ve znamení Merkura
- Sedlo (Srní) – Policie Modrava
- Slavice (zámek) – Mistři
- Srní – Divá Bára, Jak ukrást Dagmaru, Na pytlácké stezce,[15] Pod Jezevčí skálou,[15] Za trnkovým keřem,[15] Policie Modrava
- Sušice – Policie Modrava
- Štěnovice (Tunel Valík) – Kajínek
- Švihov – Královský omyl, Šašek a královna, Tři oříšky pro Popelku, Tři životy, Zbojníci
- Tachov – Tři chlapi na cestách
- Terešov – Ranč U Zelené sedmy
- Trhanov – Mladá léta
- Třemošná – Lotrando a Zubejda
- Týnec (Malý Bor) – Strakonický dudák
- Újezdec (Mochtín) – Sázka na třináctku
- Úterý – Dívka a kouzelník, Habermannův mlýn, Zdivočelá země, Zvony z rákosu
- Velhartice – Černí andělé, Muzikant, Pokoj bez oken, Tři bratři, Tři chlapi na cestách
- Velhartice (hrad) – Tři bratři
- Velký Bor – Policie Modrava
- Vchynice-Tetov I – Policie Modrava
- Vchynice-Tetov II – Divá Bára, Policie Modrava
- Vchynicko-tetovský plavební kanál – Policie Modrava
- Volšovy – Policie Modrava
- Vrážkův vršek – Copak je to za vojáka…
- Výškovice u Chodové Plané – Ves v pohraničí
- Zbiroh – Ranč U Zelené sedmy
- Zbiroh (zámek) – Modrá krev
- Zelená hora – Černí baroni
- Žďár – Drsná planina
- Žihobce – Doblba!
- Žinkovy – Der Lebensborn-Pramen života
- Žinkovy (zámek) – Jestřáb kontra Hrdlička, Neberte nám princeznu
- Žlíbek – Policie Modrava

## Karlovarský kraj
- Abertamy – Dny zrady
- Andělská Hora (hrad) – Balada pro banditu
- Bochov – Vysoká modrá zeď
- Boží Dar – Kopytem sem, kopytem tam, Kukačka v temném lese
- Březová (okres Karlovy Vary) – Vlak dětství a naděje
- Cihelny – Veni, vidi, vici
- Doubí – Nechci nic slyšet
- Doubrava – Boží duha
- Doupov – Dnes večer všechno skončí, Konec srpna v hotelu Ozon
- Dunkelsberg – Konec srpna v hotelu Ozon
- Františkovy Lázně – Alfons Karásek v lázních, Bekyně mniška, Kdyby tisíc klarinetů, Kolja, Modré z nebe, Strakatí andělé, Tajemství Ocelového města, Ten svetr si nesvlíkej, To horké léto v Marienbadu
- Cheb – Bekyně mniška, Cirkus Humberto, Dny zrady, Expres z Norimberka, Transit Carlsbad, Ve znamení Merkura
- Jáchymov (Hradiště) – Kopytem sem, kopytem tam
- Karlovy Vary – Buldoci a třešně, Cirkus Humberto, Dny zrady, Dobrodružství kriminalistiky (díly Krevní skupina a Pinkertonova detektivní agentura), Florenc 13.30, Ještě větší blbec, než jsme doufali, Kde alibi nestačí, Kopytem sem, kopytem tam, Kouzelné galoše, Král Ubu, Mravenci nesou smrt, Na konci světa, Rozpaky kuchaře Svatopluka, Slaná růže, Slečna Golem, Smrt krásných srnců, Soukromé pasti, Stav ztroskotání, Tarzanova smrt, Transit Carlsbad, Tři chlapi na cestách, Tři vejce do skla, Veni, vidi, vici, Vlak dětství a naděje, Vrchní, prchni, Vysoká modrá zeď, Zítra vstanu a opařím se čajem
- Karlovy Vary (letiště) – Vysoká modrá zeď
- Karlovy Vary (chrám sv. Petra a Pavla) – Dobrodružství kriminalistiky (díl Krevní skupina)
- Kladská (Kladský rybník) – Krev zmizelého, Božena
- Kostelní – Boží duha
- Kostelní Bříza – Boží duha, Sedmého dne večer
- Krásno (rozhledna) – Andělská tvář
- Krušné hory (Pod Meluzínou) – Sněženky a machři po 25 letech
- Kynžvart – Kdyby tisíc klarinetů, To horké léto v Marienbadu
- Kyselka – Stav ztroskotání
- Libá – Bekyně mniška
- Lochotín – Mistři
- Loket – Profesoři za školou, Rafťáci, Vlak dětství a naděje, Vysoká modrá zeď
- Mariánské Lázně – Dobrodružství kriminalistiky (díly Otisk a Tým), Hudba z Marsu, Kouzelné galoše, Transit Carlsbad, Veni, vidi, vici, Výstřely v Mariánských Lázních
- Nejdek – Přehlídce velím já, Vlak dětství a naděje
- Pernink – Dny zrady
- Pomezí nad Ohří – Ve znamení Merkura
- Přebuz – Na konci světa
- Přebuz (Důl Otto) – Na konci světa
- Přebuz (Důl Sauersack) – Na konci světa
- Přebuz (Chaloupky) – Na konci světa
- Radošov – Stav ztroskotání
- Rudné – Na konci světa
- Seeberg – Bekyně mniška
- Sokolov – Profesoři za školou
- Sokolov (zámek) – Profesoři za školou
- Staré Sedlo (okres Sokolov) – Stav ztroskotání
- Svatošské skály – Rafťáci, Stav ztroskotání
- Šibeničák – Rafťáci
- Teplá – Případ pro začínajícího kata, T.M.A.
- Teplička – Stav ztroskotání
- Tisová (Kraslice) – Sedmého dne večer
- Valeč – 3 sezony v pekle, Do nebíčka, T.M.A.
- Valeč (zámek) – Do nebíčka, Dotek motýla, Housle a sen, Radúz a Mahulena, T.M.A., Tři sezony v pekle
- Vysoká Pec – Na konci světa
- Vysoký kámen – Na konci světa
- Žlutice – Sedmého dne večer, Vysoká modrá zeď

## Ústecký kraj
- Bělušice – Noc oranžových ohňů
- Budyně nad Ohří – Arabela se vrací, Dva na koni, jeden na oslu, Máj, Nesmrtelná teta
- Červený Hrádek – Dny zrady
- Děčín – Cirkus Bukowsky, Oznamuje se láskám vašim, Severní přístav, Sny o Zambezi, Stínu neutečeš, Zatykač na královnu, Zlatý pavouk, Anna, sestra Jany
- Děčín (nádraží) – Ještě žiju s věšákem, plácačkou a čepicí
- Děčínský Sněžník (Drážďanská vyhlídka) – Tři bratři
- Dolní Jiřetín – Poklad hraběte Chamaré
- Dolní Žleb – Oznamuje se láskám vašim, Stínu neutečeš
- Dolský mlýn – Peklo s princeznou, Pyšná princezna, Ztracený princ
- Dubice – Milenci & Vrazi
- Duchcov – Případ pro začínajícího kata
- Fojtovice (Krupka) – Počítání oveček
- Havraň – Pusinky, ROMing
- Helfenburk u Úštěka – Anička s lískovými oříšky, Dva na koni, jeden na oslu, O bílé paní, O zatoulané princezně
- Hněvín – Freonový duch
- Hora Svatého Šebestiána – Freonový duch
- Horní Krupka – Dědeček automobil
- Hřensko – Mladý muž a bílá velryba, Oznamuje se láskám vašim, Sny o Zambezi, Stínu neutečeš, Ve znamení Merkura
- Huntířov – Pyšná princezna
- Chcebuz – Lidice
- Chcebuz (Kostel sv. Petra a Pavla) – Lidice
- Chomutov – O zvířatech a lidech
- Jetřichovice – Pyšná princezna, Rodinné trampoty oficiála Tříšky
- Jiřetín pod Jedlovou – Máj
- Kadaň – Profesoři za školou
- Kalek – Uloupená hranice
- Klášter Doksany – Dobrodružství kriminalistiky (díly Písmo a Identifikační kresba), Král Ubu, Krásný čas, O pokladech
- Klášter Osek – Kukačka v temném lese
- Klášterec nad Ohří – Až do konce
- Klášterec nad Ohří (zámek) – Až do konce
- Komáří vížka – Dědeček automobil
- Komořany (Důl Obránců míru) – Zlá noc
- Kopisty – Štěstí
- Kozinec – Tankový prapor
- Kralupy u Chomutova – Osvobození Prahy
- Krásná Lípa – Dny zrady
- Krásný Dvůr (zámek) – Jak básníkům chutná život, Konec starých časů, O víle Arnoštce, Řád saténových mašlí, T.M.A., Tajemství Ocelového města, To horké léto v Marienbadu
- Krupka – Zapomenuté světlo
- Křimov – Božská Ema, Želary
- Křížový vrch – Pyšná princezna
- Levín – Páni kluci
- Libkovice – Šerif za mrežami
- Libochovice (zámek) – 30 případů majora Zemana (díl 16, Dáma s erbem), Jezerní královna, Zámek v Čechách, Hodíme se k sobě, miláčku...?, Kotva u přívozu, Komediant, Panenka s porcelánovou hlavičkou, Sůva z nudlí, Waterloo po česku, Malý pitaval z velkého města
- Litoměřice – Cirkus Humberto, Deváté srdce, Dva lidi v zoo, Lidice, Páni kluci, Zapomenuté světlo, Probudím se včera, Případ mrtvého nebožtíka
- Lom – Pusinky
- Lounky – Starci na chmelu
- Louny (nádraží Louny předměstí) – Ještě žiju s věšákem, plácačkou a čepicí
- Lužec – Adelheid
- Malé Březno (okres Ústí nad Labem) – Mladý muž a bílá velryba
- Mariánský vrch – Milenci & Vrazi
- Moldava (Stalinova chata) – Závrať
- Most – Diagnóza smrti, Nemocnice na kraji města, Pusinky, ROMing, Štěstí, MOST!
- Most (nádraží) – Pusinky
- Most (Chanov) – ROMing
- Most (Starý Most) – Jakub Lhář, Profesoři za školou, Případ pro začínajícího kata, Radost až do rána, Stíhán a podezřelý, Vojáci svobody, Zlá noc
- Mšené-lázně – O rodičích a dětech
- Nakléřov – Dědeček automobil
- Nedostavěný chrám v Panenském Týnci – Post Coitum, Kytice
- Ostré – 3 sezony v pekle, Hlídač č. 47, O živej vode
- Petrohrad – Florenc 13.30, Konec starých časů
- Ploskovice (zámek) – Čertova nevěsta, Deváté srdce, Jak si zasloužit princeznu, Jezerní královna, Krásný čas, O živej vode, Odcházení, Princ a Večernice, První republika, Ta třetí, Slečna Golem, Nejlepší přítel
- Podbořany – Tankový prapor
- Počerady – ROMing
- Raná (České středohoří) – Jen ho nechte, ať se bojí
- Roudnice nad Labem – Bohéma, Lidice, Marečku, podejte mi pero!
- Rýzmburk – Páni kluci
- Sněžník (Jílové) – Větrná hora
- Střekov (hrad) – Soukromá vichřice, Veni, vidi, vici
- Sukoslav – Nejkrásnější hádanka
- Teplice – Dědeček automobil, Nahota na prodej, Závrať, Zlá noc
- Teplice (Trnovany) – Havárie
- Terezín – Transport z ráje
- Terezín (Malá pevnost) – Dobrodružství kriminalistiky (díl Stopa), Lidice, Král Ubu, Osvobození Prahy
- Ústí nad Labem – Dva lidi v zoo, Kytice, Milenci & Vrazi, Mladý muž a bílá velryba, O zvířatech a lidech, Páté oddělení, Soukromá vichřice, Stínu neutečeš, Veni, vidi, vici, Zapomenuté světlo
- Ústí nad Labem (Spolchemie) – Milenci & Vrazi
- Ústí nad Labem (Střekov) – Milenci & Vrazi, Mladý muž a bílá velryba, ROMing
- Ústí nad Labem (Větruše) – Milenci & Vrazi
- Úštěk – 3 sezony v pekle, Kolja, První republika, Rebelové, Zámek v Čechách, Zdivočelá země, Krakonošovo tajemství
- Varnsdorf – Čekání na Patrika, Bourák, Nic jako dřív[7]
- Vejprty – Obsluhoval jsem anglického krále
- Velké Březno – Andělská tvář, Milenci & Vrazi
- Vodní nádrž Nechranice – Pusinky
- Volevčice – Pusinky
- Vroutek – Pusinky
- Všemily – Pyšná princezna
- Výsluní – Zapomenuté světlo
- Vysočany – Zvláštní bytosti
- Vysoká Lípa – Pyšná princezna
- Záluží – Freonový duch
- Zubrnice – Dešťová víla, Hlídač č. 47, Lidice, Rebelové
- Zubrnická museální železnice – Páni kluci, Rebelové
- Žatec – I ve smrti sami, Ještě žiju s věšákem, plácačkou a čepicí, Případy detektivní kanceláře Ostrozrak, Zvláštní bytosti, Božena
- Žatec (nádraží Žatec západ) – Ještě žiju s věšákem, plácačkou a čepicí
- Želina – My tři a pes z Pětipes
- Žitenice – Krásný čas
- Žitenice (kostel sv. Petra a Pavla) – Krásný čas
- Žitenice (zámek) – Krásný čas

## Liberecký kraj
- Adamovo lože – Princ Bajaja
- Bedřichov (okres Jablonec nad Nisou) – Škoda lásky
- Bezděz – Komedianti
- Bezděz (hrad) – Před maturitou, Jabloňová panna
- Bílé kameny – Tajemství staré bambitky
- Blatec – Přijela k nám pouť
- Bramberk – Causa Králík
- Bredovský letohrádek – Tajemství staré bambitky
- Černá Desná – Svatojánský věneček
- Černá studnice (rozhledna) – Křehké vztahy
- Český ráj – Jak dostat tatínka do polepšovny
- Dlaskův statek – Jára Cimrman ležící, spící, Rumplcimprcampr, Zvon Lukáš
- Doksy – Jurášek
- Doksy (Autokemp Klůček) – Nevinnost
- Dolní Dušnice (železniční most) – Jak vytrhnout velrybě stoličku
- Dolní Polubný – Kalamita
- Dračí skály – Jak dostat tatínka do polepšovny
- Ferdinandov – Panna a netvor
- Frýdlant – Dny zrady
- Frýdlant (zámek) – Peklo s princeznou, Rumplcimprcampr, Jak si nevzít princeznu
- Frýdštejn (hrad) – O princezně Jasněnce a létajícím ševci, Vražda po našem
- Grabštejn – Čert ví proč
- Hamr na Jezeře – Dovolená s Andělem
- Haratice – Nefňukej, veverko!, S tebou mě baví svět
- Harrachov – Ve znamení Merkura
- Harrachov (Mumlavský vodopád) – Svatební cesta do Jiljí
- Hejnice – Krev zmizelého
- Horní Hanychov – Grandhotel
- Houska – O svatební krajce
- Houska (hrad) – O svatební krajce, Strážce duší
- Hradčany (Letiště Hradčany) – Tmavomodrý svět
- Hrubá Skála – Můj otec a ostatní muži
- Hrubá Skála (zámek) – 3 plus 1 s Miroslavem Donutilem, Jánošík, Kočičí princ, Princ Bajaja
- Hruboskalsko – Jak dostat tatínka do polepšovny
- Jablonec nad Nisou – Kalamita, Lekce, Zoufalci
- Jablonec nad Nisou (nádraží) – Kalamita
- Jablonné v Podještědí – Trampoty oficiála Tříšky, Jak se točí Rozmarýny
- Janov nad Nisou – Škoda lásky
- Jestřabí v Krkonoších – Lišáci, Myšáci a Šibeničák
- Jestřebí – Dovolená s Andělem
- Ještěd – Grandhotel, My všichni školou povinní, Tři bratři
- Jilemnice – Hop nebo trop
- Jizerka – Krakonoš a lyžníci, Zapomenuté světlo
- Kadeřavec – 3 plus 1 s Miroslavem Donutilem
- Kamenický Šenov – Jak se točí Rozmarýny, Vražedné pochybnosti, Táto sežeň štěně
- Kamenický Šenov (Panská skála) – Mladý muž a bílá velryba, Pyšná princezna, O Janovi a podivuhodném příteli, Zvon Lukáš, Hodinářův učeň
- Karlov pod Ještědem (nádraží) – Krev zmizelého
- Klokočské skály – Přijela k nám pouť, S čerty nejsou žerty
- Kopicův statek – Jak chutná láska, Nesmrtelná teta, Princ a Večernice, Princ Bajaja
- Kořenov – Zimní víla
- Krčkovice – 3 plus 1 s Miroslavem Donutilem, Jak dostat tatínka do polepšovny
- Kryštofovo Údolí – Adelheid
- Křižany (nádraží) – Dobrodružství kriminalistiky (díl Tým)
- Křížlice – Lišáci, Myšáci a Šibeničák
- Lázně Kundratice – Šejk
- Lázně Libverda – Hostinec U Kamenného stolu
- Lemberk – Čert ví proč, Tajemství staré bambitky, Poslední aristokratka, Zvon Lukáš
- Liberec – 3 sezony v pekle, Cirkus Humberto, Dny zrady, Dobrodružství kriminalistiky (díly Bertillonáž a Rekonstrukce), Grandhotel, Jára Cimrman ležící, spící, Krev zmizelého, Křehké vztahy, Lekce, Muka obraznosti, My všichni školou povinní, Neberte nám princeznu, Obsluhoval jsem anglického krále, Prima sezóna, Rok ďábla
- Liberec (Horní Hanychov) – Můj otec a ostatní muži
- Liberec (Janův Důl) – Kalamita
- Liberec (nádraží) – Kalamita, Krev zmizelého
- Liberec (radnice) – Dobrodružství kriminalistiky (díl Rekonstrukce)
- Lučany nad Nisou (hřbitov) – Dobrodružství kriminalistiky (díly Střela a Rekonstrukce)
- Lučany nad Nisou (nádraží) – Dobrodružství kriminalistiky (díl Střela)
- Machnín (zámek) – Lekce
- Máchovo jezero – Nevinnost, Před maturitou
- Mariánská vyhlídka – Princ Bajaja
- Mařenice – Setkání v Praze, s vraždou
- Mnichovská průrva – Nesmrtelná teta
- Mšeno nad Nisou (sportovní areál Břízky) – Nefňukej, veverko!
- Návarov (most přes Kamenici) – Krev zmizelého
- Nová Louka – Prima sezóna
- Nová Ves nad Nisou – Nefňukej, veverko!
- Novina – Adelheid, Dobrodružství kriminalistiky, Škoda lásky
- Novina (tunel Ještědský hřeben) – Adelheid
- Novina (viadukt) – Dobrodružství kriminalistiky (díl Tým), Krev zmizelého, Škoda lásky
- Nový Falkenburk – Jak se točí Rozmarýny, Poklad hraběte Chamaré
- Paseky nad Jizerou – Krakonoš a lyžníci, Kráva
- Paseky nad Jizerou (kostel sv. Václava) – Kráva
- Polevsko – Jak se točí Rozmarýny
- Polubný – Kalamita
- Prácheň – Vražedné pochybnosti
- Příšovice – Na dvoře je kůň, šéfe!
- Pusté kostely – Nejkrásnější hádanka, S čerty nejsou žerty
- Radvanec (Havranní skály) – Ženy v pokušení
- Rokytnice nad Jizerou – Jak vytrhnout velrybě stoličku, Krakonoš a lyžníci
- Rokytno – Krakonoš a lyžníci
- Roprachtice – Krakonoš a lyžníci, Kráva, Zapomenuté světlo
- Rotštejn – Mrkáček Čiko, Přijela k nám pouť, S čerty nejsou žerty
- Rychnov u Jablonce nad Nisou – Žiletky
- Rynoltice – Rok ďábla
- Semily – Expres z Norimberka, Komedianti
- Skalický vrch – Z pekla štěstí
- Skautská věž – Jak dostat tatínka do polepšovny
- Sloup v Čechách (hrad) – Anička s lískovými oříšky, Malá mořská víla, S čerty nejsou žerty, Z pekla štěstí 2, Princezna a písař
- Smržovka – 3 sezony v pekle
- Smržovka (nádraží) – Kalamita
- Smržovka (sáňkařská dráha) – Kalamita
- Stráž pod Ralskem – Válečníci
- Sychrov (Arthurův hrad) – Já, spravedlnost
- Sychrov (zámek) – Dobrodružství kriminalistiky (díl Střela), Fišpánská jablíčka, Kočičí princ, Nejkrásnější hádanka, Nesmrtelná teta, Radůz a Mahulena, Strašidlo cantervillské, Zlatovláska
- Šumburk nad Desnou – Obsluhoval jsem anglického krále
- Trosky – Florenc 13.30, Komedianti, Máj, Pohlaď kočce uši, Princ a Večernice
- Valdštejn – Anička s lískovými oříšky, Kočičí princ, O uloupené divožence, Princ Bajaja, O pokladech
- Vířivé kameny – Tři bratři
- Vítkovec (zámek) – O princezně Jasněnce a létajícím ševci
- Vítkovice – Hop nebo trop, Svatební cesta do Jiljí, Zasaženi bleskem
- Vodní nádrž Harcov – Prima sezóna
- Vodní nádrž Mšeno – Nefňukej, veverko!
- Vranov (hrad) – Vražda po našem
- Vratislavice nad Nisou – Grandhotel
- Všeň – Doktor od jezera hrochů
- Vyhlídka na Kapelu – 3 plus 1 s Miroslavem Donutilem
- Vyhlídka U Lvíčka – 3 plus 1 s Miroslavem Donutilem
- Vysoké nad Jizerou – Kráva
- Zdislava – Škoda lásky
- Zákupy (zámek) – O živej vode
- Zlatá Olešnice – Nefňukej, veverko!

## Královéhradecký kraj
- Adršpašsko-teplické skály – O živej vode, Peklo s princeznou, Princ a Večernice, Třetí princ, Z pekla štěstí 2, Letopisy Narnie: Lev, čarodějnice a skříň
- Babiččino údolí – Babička (1940), Babička (1971)
- Blata – Přijela k nám pouť
- Broumov – Bastardi, Mladá léta, Řád
- Broumov (Benediktinský klášter) – Mladá léta, F.L.Věk, Ďáblova lest
- Byšičky – O ztracené lásce
- Častolovice (zámek) – Jarní vody
- Červený Kostelec – Eine Kleine Jazzmusik, Casting na lásku
- Česká Skalice – Bastardi, Odcházení
- Dětenice (zámek) – Kouzelná tetička Valentýna, Řachanda, Princ Mamánek
- Dobrošov – Dny zrady, Pevnost
- Dobruška – F. L. Věk
- Dobšice – Jak dostat tatínka do polepšovny
- Dolní Branná – Rozpaky kuchaře Svatopluka
- Dolní Dvůr u Vrchlabí – S tebou mě baví svět
- Dolní Malá Úpa – Smích se lepí na paty
- Doudleby nad Orlicí – Bathory, Krakonošovo tajemství
- Hanička – Dny zrady
- Hlušice (zámek) – Modrá krev
- Holovousy – Setkání v Praze, s vraždou
- Horní Malá Úpa – Smích se lepí na paty, Sněženky a machři po 25 letech
- Hostinné – Žiletky
- Hradec Králové – 105% alibi, Byl jednou jeden polda II, Expres z Norimberka, Kantor Ideál, Nespavost, Nuda v Brně, Posel úsvitu, Svět patří nám, Vyšší princip, Byl jednou jeden polda
- Hrádek u Nechanic (zámek)
- Andělská tvář, Anička s lískovými oříšky, Atentát, Dobrodružství kriminalistiky (díl Pes), Elixír a Halíbela, Hotel pro cizince, Náhrdelník, Princ a Večernice, Tmavomodrý svět, Princezna a půl království, Krakonošovo tajemství
- Hubojedy – Přijela k nám pouť
- Humprecht – Pohlaď kočce uši, Modrá krev, Škoda lásky
- Jaroměř – Babička (1971), Musíme si pomáhat, Oběti a vrazi, Božena, Něžné vlny
- Jičín – Pohlaď kočce uši, Vlčí jáma
- Jičín (Valdštejnská lodžie) – Nevěrné hry
- Josefov – I ve smrti sami, Musíme si pomáhat, Žiletky, Zahradnictví (2017)[8][9][16], Božena, Zločiny Velké Prahy
- Karlova Koruna – O uloupené divožence, O vánoční hvězdě
- Kost – Kouzla králů, O uloupené divožence, O ztracené lásce, Radůz a Mahulena, S čerty nejsou žerty, Toulavý Engelbert, Ztracený princ, Hlas pro římského krále, Řachanda
- Krkonoše (Bouda na Pláni) – Vánice
- Krkonoše (Dvoračky u Medvědí boudy) – Jak se krotí krokodýli
- Krkonoše (Harrachovy kameny) – Svatební cesta do Jiljí
- Krkonoše (Hnědý vrch) – Sněženky a machři po 25 letech
- Krkonoše (Chalupa na rozcestí) – Hop nebo trop
- Krkonoše (Josefova bouda) – Rozpaky kuchaře Svatopluka
- Krkonoše (Klínovská bouda) – Vánice
- Krkonoše (Labská bouda) – Svatební cesta do Jiljí
- Krkonoše (Luční bouda) – Vánice
- Krkonoše (Luční hora) – Hop nebo trop, Vánice
- Krkonoše (Martinova bouda) – Jak vytrhnout velrybě stoličku, Sněženky a machři
- Krkonoše (Medvědín) – Hop nebo trop
- Krkonoše (Moravská bouda) – Sněženky a machři
- Krkonoše (Obří bouda) – Vánice
- Krkonoše (Pláň) – Vánice
- Krkonoše (Rennerova bouda) – Sextánka
- Krkonoše (Slezská chata) – Vánice
- Krkonoše (Vraní bouda) – Sněženky a machři po 25 letech
- Krkonoše (Výrovka) – Hop nebo trop
- Krkonoše (Zlaté návrší) – Svatební cesta do Jiljí
- Kuks – Barometr, Jméno kódu Rubín, Ta třetí, Žena pro tři muže
- Libošovice – Jára Cimrman ležící, spící
- Libunec – Přijela k nám pouť
- Mladějov – Léto, Píseň o velké lásce
- Myštěves (zámek) – Dobrodružství kriminalistiky (díl Otisk), Kukačka v temném lese, Soukromé pasti
- Náchod – Pamětnice, Případ mrtvých spolužáků, Ve znamení Merkura
- Náchod (zámek) – Případ mrtvých spolužáků, Tajemství Lesní země
- Nechanice – Byl jednou jeden polda III
- Nízká Srbská – F. L. Věk, Mladá léta
- Nové Město nad Metují – Babička (1971), Bastardi, F. L. Věk, Pan Tau, Božena
- Opočno – Luk královny Dorotky, Smrt talentovaného ševce
- Opočno (zámek) – Babička (1971), F. L. Věk, Jarní vody, Smrt talentovaného ševce, Božena
- Ostroměř – Eliška má ráda divočinu
- Pec pod Sněžkou – My z konce světa, Sněženky a machři, Sněženky a machři po 25 letech, Vrchní, prchni, Holka na zabití
- Peklo (Nové Město nad Metují) – Musíme si pomáhat, Smrt talentovaného ševce
- Pilníkov – Roztržka (1956)[10]
- Podkost – O ztracené lásce
- Podsemín (most přes Žehrovku) – Jak dostat tatínka do polepšovny, O uloupené divožence
- Police nad Metují (Benediktinský klášter) – Městem chodí Mikuláš
- Pomezní Boudy – Sněženky a machři
- Prachovské skály – Malá mořská víla, Pohlaď kočce uši
- Potštejn (hrad) – Mladá léta
- Ratibořice – Babička (1940), Babička (1971), Horoucí srdce, Božena
- Rychnov nad Kněžnou (zámek) – Modrá krev
- Skála – Eliška má ráda divočinu
- Slavoňov – F. L. Věk
- Sobotka – Kohout plaší smrt, Operace Dunaj, Pohlaď kočce uši, Škoda lásky, Vlčí jáma
- Sokolská bouda – Anděl na horách
- Solnice – Hostinec u Kamenného stolu
- Spy – Pamětnice
- Smiřice – Musíme si pomáhat
- Špindlerův Mlýn – Homolka a tobolka, Jak vytrhnout velrybě stoličku, Rozpaky kuchaře Svatopluka, Snowboarďáci, Vánice, Vrchní, prchni, Špindl, Špindl 2
- Špindlerův Mlýn (Svatý Petr) – Jak vytrhnout velrybě stoličku, Snowboarďáci
- Teplice nad Metují – Malý partyzán
- Teplické skály – Malý partyzán
- Úpice – Malý partyzán
- Velichovky – Osvobození Prahy
- Vesec u Sobotky – Jak dostat tatínka do polepšovny, Jára Cimrman ležící, spící, Muž, který se spustil, O ztracené lásce, Přijela k nám pouť, S čerty nejsou žerty, Vzbouření na vsi
- Věžák – Jak dostat tatínka do polepšovny, Máj, Princ Bajaja
- Vidlák – Jak dostat tatínka do polepšovny
- Vrchlabí – Hoří, má panenko, Vánice
- Vrchlabí (zámek) – Modrá krev
- Zdoňov – Peklo s princeznou
- Zemská brána – Božena

## Pardubický kraj
- Betlém Hlinsko – Princezna a půl království
- Březiny – Obušku, z pytle ven!
- Bystré u Poličky – Návrat ztraceného ráje, Všichni dobří rodáci
- Heřmanův Městec – Dobrá Voda, Ulovit miliardáře
- Choltická obora – Strakonický dudák
- Chrast – Ďáblova lest
- Chrudim – Dobrá Voda, Tvář pod maskou, Zkoušky z dospělosti
- Jevíčko – Četnické humoresky, Uctivá poklona, pane Kohn, Zrozen bez porodu
- Karlštejn (zámek) – Četnické humoresky, O kominickém učni a dceři cukráře, Temno
- Kladruby nad Labem – Cirkus Humberto, Dobrá Voda
- Kočí – Tvář pod maskou
- Kochánovice (Hluboký rybník) – Dobrá Voda
- Košumberk – Kruh (2001)
- Křenov – Byl jednou jeden polda III
- Kunětická hora – Arabela, LOVEní
- Lichnice – Městečko na dlani
- Litomyšl – Filosofská historie, Mladá léta
- Litomyšl (zámek) – Filosofská historie, Mladá léta, Don Šajn, Zapomeňte na Mozarta, Červený bedrník, Sirael
- Nedvězí – Četnické humoresky, Všichni dobří rodáci
- Oheb – Robinsonka (1974)
- Pardubice – Brácha za všechny peníze, Dívka na koštěti, Dobrodružství kriminalistiky (díl První detektivní sbor), Ďáblova lest, Gympl s (r)učením omezeným, Její hřích, Nespavost, Operace Silver A, Spalovač mrtvol, Strážce duší, Tvář pod maskou, Vyšší princip, LOVEní, Stříbrné requiem
- Podlažice – Ďáblova lest
- Polička – Návrat idiota, Oběti a vrazi
- Ronov nad Doubravou – Městečko na dlani
- Slatiňany – Dobrá Voda, Počkám, až zabiješ, Slavné historky zbojnické, Služka
- Slatiňany – Smrt v sedle
- Slavice – Dobrá Voda
- Svitavy – Byl jednou jeden polda III
- Trpín – Všichni dobří rodáci
- Ústí nad Orlicí – Kasaři
- Veselý Kopec – Cirkus Humberto, Český Honza, Golet v údolí, Lotrando a Zubejda, Nesmrtelná teta, Tři životy, Nejlepší přítel, Princezna a půl království, Krakonošovo tajemství
- Vodní nádrž Seč – Robinsonka (1956), Robinsonka (1974)

## Kraj Vysočina
- Bobrová – Četnické humoresky
- Bohdalín – Jízda
- Bojiště – Vratné lahve
- Bolechov – Jak se krotí krokodýli
- Boňov – Četnické humoresky
- Bratroňov – Signál
- Broumova Lhota – Signál
- Brtnice – Prodavač humoru
- Březí – Jízda
- Červená Řečice – Největší z Čechů
- Dalešice – Postřižiny
- Daňkovice (Buchtův kopec) – Obušku, z pytle ven!
- Dědice – Stůj, nebo se netrefím
- Dobrá Voda – Dům U Zlatého úsvitu
- Dobronín – Hele, on letí!, Josephine
- Dolní Smrčné – Josephine
- Doupě – Dům U Zlatého úsvitu, Z pekla štěstí
- Dukovany (Jaderná elektrárna Dukovany) – Atomová katedrála
- Havlíčkova Borová – Noc nevěsty
- Havlíčkova Borová (Kostel svatého Víta) – Noc nevěsty
- Havlíčkův Brod – Hele, on letí!, Hodinu nevíš, Karel Havlíček Borovský, Řeka čaruje, Všiváci
- Henčov (letiště Jihlava) – Četnické humoresky
- Heraltice – Přijeď si pro mě, tady straší
- Hojanovice (V Osinách) – Vratné lahve
- Humpolec – Dobří holubi se vracejí, Obyčejná koňská historie, Údolí krásných žab
- Humpolec (hrad Orlík) – Jak se budí princezny
- Chrástov – Smuteční slavnost
- Jamné – Hrom do kapelníka
- Jamné (zámek) – Hrom do kapelníka
- Jaroměřice nad Rokytnou – Andělská tvář, České století (díl Veliké bourání), Marie Terezie
- Jasenice – Četníci z Luhačovic
- Jedlina – Vůně vanilky
- Jihlava – 30 případů majora Zemana, Děvče z tabákové továrny, Hrom do kapelníka, Kázání rybám, Právě začínáme
- Jihlava (ZOO) – Pavilon šeliem
- Jimramov – Četníci z Luhačovic, Četnické humoresky, O kominickém učni a dceři cukráře
- Kaliště – Kázání rybám
- Kamenice nad Lipou – Martin a červené sklíčko
- Klokočov – Ves v pohraničí
- Koberovice – Hřiště
- Kojkovice – Signál
- Košetice – Jízda
- Kozlany – Sněžný drak
- Kožichovice – Postřižiny
- Krahulčí – Z pekla štěstí
- Krahulčí (Poutní kostel svatého Jana Nepomuckého) – Výlet, Začátek světa
- Kramolín – Kdo hledá zlaté dno
- Krásná Hora – Signál
- Krátká – Obušku, z pytle ven!
- Křelovice – Dům ztracených duší, Návštěvníci
- Křemešník – Dům ztracených duší
- Křižánky – Kája a Zabi
- Křižanov – Pějme píseň dohola
- Ledeč nad Sázavou – Kouzelný den, Odznak Vysočina
- Ledeč nad Sázavou (hrad) – Bídníci, Micimutr, Řeka čaruje, Šťastný smolař
- Letny – Nezralé maliny
- Lipnice nad Sázavou – Řeka čaruje, Signál, Údolí krásných žab
- Lipnice nad Sázavou (hrad) – Ať žijí rytíři, Čert ví proč, Dračí doupě, Hrabě Drakula, Příběh rytíře, Řeka čaruje, Signál, Šílení, Tři životy, Údolí krásných žab
- Lipník – Postřižiny
- Melechov – Kuky se vrací
- Meziklasí – Kouzelný den
- Mirošov (rybník Návesník) – Četnické humoresky
- Mohelno – Konec srpna v hotelu Ozon
- Mohelno (Mohelenská hadcová step) – Konec srpna v hotelu Ozon
- Mostiště – Ostrov svaté Heleny
- Mrákotín – Dům U Zlatého úsvitu
- Mysletice (sad) – Pyšná princezna
- Náměšť nad Oslavou – Císař a tambor, Dedičstvo, Definice lásky, Dům U Zlatého úsvitu, Přijeď si pro mě, tady straší, Strážce duší
- Náměšť nad Oslavou (letiště) – Strážce duší
- Náměšť nad Oslavou (zámek) – Cestující bez zavazadel, Císař a tambor, Četnické humoresky, Kouzelný měšec, Přijeď si pro mě, tady straší
- Nová Buková – Nezralé maliny
- Nová Cerekev – Martin a červené sklíčko
- Nová Cerekev (Kostel svatého Tomáše Becketa) – Martin a červené sklíčko
- Nový Rychnov – Smuteční slavnost
- Onšov – Největší z Čechů
- Onšov (zámek) – Největší z Čechů
- Pelhřimov – Kosmická čarodějnice v Čeboni, Mezi nebem a zemí, Místo v houfu, Náš dědek Josef, Návštěvníci, Největší z Čechů, Okurkový hrdina, Sejít z cesty, Smuteční slavnost, Studentská balada
- Petrovice – Dobří holubi se vracejí, Údolí krásných žab
- Petrovice (jez Valcha) – Soukromá vichřice
- Počátky – Jízda, Když děda miloval Ritu Hayworthovou, Návštěvníci, Postřižiny
- Pohleď (Michalův statek) – Šťastný smolař
- Polná – Hele, on letí!, Josephine, Kázání rybám, Lotrando a Zubejda
- Pozďatín – Malý Bobeš
- Přibyslav – Hele, on letí!, Ene bene
- Putimov – Smuteční slavnost
- Rácovice – Stůj, nebo se netrefím
- Roštejn – Bathory, Černá fortuna, Jak se budí princezny, O Radkovi a Mileně, Z pekla štěstí, Z pekla štěstí 2, Pravý rytíř
- Rozsochatec (zámek) – Hodinu nevíš
- Růžená – Bathory
- Řásná – Až přijde kocour, Začátek světa
- Řásná (Velký Pařezitý rybník) – Dům U Zlatého úsvitu
- Řečice – Četnické humoresky
- Řídelov – Z pekla štěstí
- Samotín – Obušku, z pytle ven!
- Sedlejov – Bathory
- Sedlice – Údolí krásných žab
- Slavkovice – Malý Bobeš
- Sněžné – Obušku, z pytle ven!, Všichni dobří rodáci
- Strážek (Kostel sv. Šimona a Judy) – Četnické humoresky
- Stvořidla – Řeka čaruje, Špunti na vodě
- Sulkovec – Návrat ztraceného ráje, Všichni dobří rodáci
- Světlá nad Sázavou – Ene bene, Řeka čaruje
- Svratka – V horách duní
- Štěpánov nad Svratkou – Četnické humoresky
- Štoky – Josephine
- Tasice (Huť Jakub) – Synové a dcery Jakuba skláře
- Tasov – Četnické humoresky
- Telč (Podolí) – Výlet, Začátek světa
- Telč (Staré Město) – Až přijde kocour, Stříbrná paruka, Studujeme za školou, Začátek světa
- Telč (Štěpnice) – Až přijde kocour, Z pekla štěstí 2, Začátek světa
- Telč (Štěpnický rybník) – Hudba z Marsu
- Telč (Vnitřní Město) – Ako listy jedného stromu, Až přijde kocour, Bathory, Bouřlivé víno, Cirkus Humberto, Dům U Zlatého úsvitu, Helimadoe, Hudba z Marsu, Chlapec a srna, Jako listy jednoho stromu, Kouzelný měšec, Majster kat, Nezralé maliny, Něco je ve vzduchu, O ztracené lásce, Řád, Srdce z celofánu, Stříbrná paruka, Studujeme za školou, Světlo z temnot, Šance jako hrom, Triptych o lásce, Výlet, Z pekla štěstí, Z pekla štěstí 2, Začátek světa
- Telč (zámek) – Až přijde kocour, Bathory, Dům U Zlatého úsvitu, Hry lásky šálivé, Hudba z Marsu, Jak se budí princezny, Jako listy jednoho stromu, Kouzelný měšec, Majster kat, Něco je ve vzduchu, O ztracené lásce, Pyšná princezna, Řád, Svatby pana Voka, Šípková Růženka, Tajemství štěstí, Triptych o lásce, Výlet, Z pekla štěstí, Z pekla štěstí 2, Začátek světa, Zuzana Vojířová
- Trhonice – Četnické humoresky
- Trpišovice – Kouzelný den
- Třebelovice – Stůj, nebo se netrefím
- Třebíč (bazilika svatého Prokopa) – Marketa Lazarová, Ztracená brána
- Třebíč (Židovská čtvrť) – Četnické humoresky
- Třešť – Dům U Zlatého úsvitu
- Třešť (synagoga) – Dům U Zlatého úsvitu
- Třešť (mlýn Valcha) – Až přijde kocour
- Třešť (židovský hřbitov) – Začátek světa
- Třeštice – Bathory, Z pekla štěstí
- Ústrašín – Martin a červené sklíčko
- Vanov – Dům U Zlatého úsvitu
- Vanůvek – Z pekla štěstí
- Velká Bíteš – Zrozen bez porodu
- Velké Meziříčí – Detektiv Martin Tomsa
- Velké Meziříčí (zámek) – Jarmareční bouda
- Větrný Jeníkov (mlýn) – Český Honza
- Vír – Četnické humoresky
- Vodní nádrž Dalešice – Kdo hledá zlaté dno
- Vodní nádrž Vřesník – Návštěvníci, Údolí krásných žab
- Vodní nádrž Sedlice – Jedna ruka netleská, Největší z Čechů, Údolí krásných žab
- Vodní nádrž Trnávka – Největší z Čechů
- Vojslavice – Hřiště
- Volichov – Signál
- Vysoké Studnice (Kostel Nejsvětější Trojice) – Ať žije republika
- Zvole nad Pernštejnem (Šiklův mlýn) – Požírač medvědů
- Zvolenovice – Dům U Zlatého úsvitu
- Žďár nad Sázavou (Kostel sv. Jana Nepomuckého na Zelené hoře) – Santiniho jazyk
- Železné Horky – Noc nevěsty
- Želiv – Dům ztracených duší, Údolí krásných žab
- Želiv (Trčkův hrad) – Dobří holubi se vracejí, Dům ztracených duší
- Želiv (Želivský klášter) – Dobří holubi se vracejí, Dům ztracených duší, Jak se krotí krokodýli, Rychlé pohyby očí

## Jihomoravský kraj
- Adamov – Příliš mladá noc
- Apollónův chrám – Bobule
- Bílovice nad Svitavou – Četnické humoresky
- Bítov (hrad) – Sen o krásné panně, Tajemství staré bambitky
- Blažovice – Četnické humoresky
- Borotín (zámek) – Četnické humoresky, Tankový prapor
- Boří les – Četnické humoresky
- Boskovice – Četnické humoresky, Westernstory
- Boskovice (hrad) – Teta (seriál), Westernstory
- Boskovice (zámek) – O pokladech
- Brno – 2Bobule, Bohéma, Božská Ema, Bobule, Četnické humoresky, Domina, Dvojrole, Dědictví aneb Kurvahošigutntag, Já, truchlivý bůh, Konec velkých prázdnin, Největší z Čechů, Nuda v Brně, Playgirls, Pokus o vraždu, Poručík Alexander Rjepkin, Post Coitum, Proměny, Rodáci, Tchyně a uzený, Trhala fialky dynamitem, U nás v Mechově, Vlak dětství a naděje, Vražda po našem, Záhada hlavolamu, Zrozen bez porodu, Přání k narozeninám, Osmy, Labyrint
- Bučovice – Muži v říji
- Býčí skála – Sněžný drak, Korunní princ
- Cornštejn – Císař a tambor, Nebojsa
- Čejkovice (okres Hodonín) – Pětka s hvězdičkou
- Černvír – Četnické humoresky
- Děvičky – Vinaři
- Dolní Dunajovice – Vinaři
- Dolní Kounice – Četnické humoresky, Dědictví aneb Kurvahošigutntag, Náš dědek Josef
- Dolní Kounice (Rosa coeli) – Četnické humoresky, O statečném kováři, Labyrint 2
- Dolní Věstonice – Bobule
- Drysice – Četnické humoresky, Spadla z oblakov, Strašidla z Vikýře, Za humny je drak
- Dyjákovice – Četnické humoresky
- Ferdinandsko – Četnické humoresky
- Frejštejn – Císař a tambor
- Heroltice (okres Brno-venkov) – Přijeď si pro mě, tady straší
- Hodonín – Božská Ema, Už se nebojím
- Hrubá Vrbka – Ještě svatba nebyla
- Huť Františka – Četnické humoresky
- Chvalkovice – Četnické humoresky, Máj
- Ivančice – Náš dědek Josef, Rodáci
- Janův hrad – Království potoků, Vinobraní
- Jaroslavice – Andělská tvář, Četnické humoresky, Tři srdce, Poslední aristokratka, Černí baroni
- Jevišovice – Četnické humoresky, Stůj, nebo se netrefím
- Jevišovice (nový zámek) – Hotel pro cizince, Stůj, nebo se netrefím, Tchyně a uzený, Velké trápení
- Jevišovice (starý zámek) – Stůj, nebo se netrefím
- Jiříkovice – Četnické humoresky
- Josefov u Adamova – Četnické humoresky
- Klamova huť – Zrozen bez porodu
- Klentnice – Třetí skoba pro Kocoura
- Kloboučky – Muži v říji
- Klobouky u Brna – Četnické humoresky
- Křtiny – Santiniho jazyk
- Kuželov – Cirkus Humberto, Ještě svatba nebyla, Nebojsa, O statečném kováři
- Kyjov – Mladé víno
- Lamberk (zámek) – Četnické humoresky
- Lednice – Četnické humoresky, Nedodržený slib
- Lednice (zámek) – Bathory, Království potoků, Kouzelné galoše, Král Ubu, Noc na Karlštejně (1919), Hodinářův učeň, Zázračný nos, Sen o krásné panně
- Lednice (zámecký park) – Království potokůŠťastný smolař
- Lednice (nádraží) – Alžbetin dvor, Četníci z Luhačovic, Četnické humoresky
- Lechovice (zámek) – Četnické humoresky
- Lesní Hluboké – Četníci z Luhačovic
- Lesní Hluboké (zámek) – Četníci z Luhačovic
- Líšeň (zámek) – Četnické humoresky, Tchyně a uzený
- Litava – Četnické humoresky
- Lomnice – Četníci z Luhačovic, Labyrint
- Luleč – Četnické humoresky
- Lysice – Četnické humoresky, Království potoků, O pokladech
- Macocha – Mahuliena, zlatá panna, O králi, hvězdáři, kejklíři a třech muzikantech
- Malá Vrbka – Ještě svatba nebyla
- Mikulov – 2Bobule, Bobule, Četnické humoresky, My holky z městečka, Šéfe, vrať se!, Škola otců, Třetí skoba pro Kocoura
- Mikulov (Kozí Hrádek) – Škola otců
- Mikulov (Svatý kopeček) – Náš dědek Josef, Škola otců
- Mikulov (zámek) – Já jsem stěna smrti, Škola otců, Třetí skoba pro Kocoura, Zázračný nos
- Milotice (zámek) – Alžbetin dvor, Muži v říji, Nebojsa, Za humny je drak, Zapomeňte na Mozarta
- Miroslav – Rodáci
- Modřice – Dědictví aneb Kurvahošigutntag
- Mohyla míru – Četnické humoresky, Slavné historky zbojnické, Svatba na bitevním poli
- Moravské Bránice – Četnické humoresky
- Moravský Písek – Sonáta pro zrzku
- Moravský Žižkov – Pětka s hvězdičkou
- Mouřínov – Muži v říji
- Mutěnice – Zralé víno
- Náklo – Za humny je drak
- Nedvědice – Podzimní návrat
- Němčice (Ivančice) – Náš dědek Josef
- Nový dvůr – Četnické humoresky
- Nový hrad – V erbu lvice, O králi, hvězdáři, kejklíři a třech muzikantech, Tajemství Lesní země, Sněžný drak
- Ochoz u Brna – Četnické humoresky
- Oleksovice – Četnické humoresky
- Olešnice – Četnické humoresky
- Olšany – Dědictví aneb Kurvahošigutntag
- Oslavany (zámek) – Četnické humoresky
- Pavlov – Četnické humoresky, Indiáni z Větrova, Náš dědek Josef, Šéfe, vrať se!, Třetí skoba pro Kocoura, Vinaři
- Perná – Vinobraní
- Pernštejn – Bathory, Čarovné dědictví, Čert ví proč, Dobrodružství kriminalistiky (díl Písmo), Jak se budí princezny, Kam čert nemůže, Návštěvníci, O ztracené lásce, Popolvár - Největší na světě, Případ pro začínajícího kata, Pták Ohnivák, Sedmero krkavců, Sen o krásné panně, Sůl nad zlato, Šťastný smolař, Takmer ružový pribeh, V erbu lvice
- Petrov – Četnické humoresky, Jak básníkům chutná život, Slovácko sa nesúdí, Trhala fialky dynamitem, Vlak dětství a naděje, Trhala fialky dynamitem
- Plže – Jak básníkům chutná život, Slovácko sa nesúdí
- Pěchotní srub MJ-S 29 „Svah“ – Četnické humoresky
- Pohansko (zámek) – Král Ubu, Janek nad Janky
- Popice – Šéfe, jdeme na to!, Šéfe, vrať se!
- Prudká u Doubravníka – Četnické humoresky
- Předklášteří – Ďáblova lest
- Punkevní jeskyně – Četnické humoresky
- Rájec-Jestřebí – Četníci z Luhačovic
- Rájec nad Svitavou (zámek) – Četnické humoresky
- Rajhrad – Četnické humoresky, Santiniho jazyk
- Rajhradský klášter – Četníci z Luhačovic, Labyrint
- Rendezvous – Král Ubu
- Rosice – Rodáci
- Řeznovice – Náš dědek Josef
- Sirotčí hrádek – O statečném kováři, Škola otců, Třetí skoba pro Kocoura
- Slavkov u Brna – Dívka v modrém
- Sloup – Četnické humoresky
- Slup – Četnické humoresky
- Starovice – Svatba na bitevním poli
- Stolová hora – Vinaři
- Strážnice – Ještě svatba nebyla, O statečném kováři, Rok ďábla, Za humny je drak
- Střelice – Četnické humoresky
- Svatý Antonínek – Výlet
- Šlapanice – Četnické humoresky, Svatba na bitevním poli
- Šmelcovna – Četnické humoresky
- Špilberk – Četnické humoresky, Já, truchlivý bůh, Tichá bolest, Trhala fialky dynamitem
- Švýcárna – Četnické humoresky
- Těšany – Slavné historky zbojnické
- Tišnov (Vila Franke) – Četnické humoresky
- Turold – Třetí skoba pro Kocoura
- Uherčice (zámek) – Lepšie byť bohatý a zdravý ako chudobný a chorý, Nebojsa, Řád, Svatojánský věneček, Hodinářův učeň
- Únanov – Ať žije republika
- Vacenovice – Proměny, Slovácko sa nesúdí
- Valtice – Bobule, Indiáni z Větrova, Sedím na konári a je mi dobre, Svatba upírů, Tři srdce, Sněžný drak, Marie Terezie
- Valtice (Kolonáda na Reistně) – Král Ubu
- Velké Bílovice – 2Bobule, Bobule
- Veverská Bítýška – Četnické humoresky
- Veverské Knínice – U nás v Mechově
- Veveří (hrad) – Četnické humoresky, O Radkovi a Mileně, Strážce duší, Labyrint
- Veveří (Kaple Matky Boží) – Dům U Zlatého úsvitu, Strážce duší
- Vodní dílo Nové Mlýny – Bobule
- Vranov u Brna – Četnické humoresky
- Vranov nad Dyjí (zámek) – Andělská tvář, Císařovy nové šaty, Nesmrtelná teta, Třetí skoba pro Kocoura
- Vrbice – 2Bobule, Bobule, Plavení hříbat
- Westernové městečko Boskovice – Westernstory
- Zaječí – 2Bobule, Bobule, Vinaři
- Znojmo – Ať žije republika, Cézar a detektívi, Četnické humoresky, Domina, Labyrint, Martin a devět bláznů, Prípad pre obhajcú, Ztracená brána, Císařovy nové šaty
- Znojmo (Loucký klášter) – Ďáblova lest, Santiniho jazyk, Labyrint
- Židlochovice – Četnické humoresky
- Židovské město v Boskovicích – Četnické humoresky
- Želešice – Četnické humoresky
- Žuráň – Četnické humoresky

## Zlínský kraj
- Branky – Strašidla z Vikýře, Tichá bolest
- Buchlov – Bathory, Četnické humoresky, O statečném kováři, Poklad rytíře Miloty, Zázračný nos
- Buchlovice – Poklad rytíře Miloty
- Buchlovice (zámek) – Čertova nevěsta, Četnické humoresky, Sonáta pro zrzku, Zapomeňte na Mozarta, Žabí princ
- Bystřice pod Hostýnem – Výbuch bude v pět, Hurá za ním, Muž, který nesmí zemřít
- Bzové – Stíny horkého léta
- Drnovice – Ranč U Zelené sedmy
- Fryšták – Výbuch bude v pět
- Horní Lhota – Ranč U Zelené sedmy
- Hoštice (okres Kroměříž) – Čertova nevěsta, Četnické humoresky,
- Hoštice (zámek) – Četníci z Luhačovic, Labyrint 2
- Jalubí – Domácí péče
- Kroměříž – 30 panen a Pythagoras, Amadeus, Četnické humoresky, Peklo s princeznou, Requiem pro panenku, Šumná města, Dědictví aneb Kurvaseneříká, Já, Mattoni, Ucho, seriál Tři mušketýři
- Lešná (zámek) – Requiem pro panenku
- Luhačovice – Adam a Eva, Bílá vrána, Brak, Četníci z Luhačovic, Četnické humoresky, Děvčata, vdávejte se!, Kde padají hvězdy, Na Svatém Kopečku, Poznej svého muže
- Machová – Strašidla z Vikýře
- Modrá – Rodina je základ státu
- Napajedla – Četnické humoresky, Už zase skáču přes kaluže, Domácí péče
- Pitín – Už se nebojím
- Police – Kapitán Korda
- Prostřední Bečva – Pohlaď kočce uši
- Přílepy – Ranč U Zelené sedmy
- Rožnov pod Radhoštěm – Kapitán Korda
- Rožnov pod Radhoštěm (Valašské muzeum v přírodě) – Nikola Šuhaj loupežník, Perinbaba, Tajemství hradu v Karpatech, Dvanáct měsíčků, Císař a tambor, Největší dar, Čerte, drž se svého kopyta!
- Staré Město – Sonáta pro zrzku
- Střílky – Zámek Nekonečno
- Střílky (zámek) – Zámek Nekonečno
- Svatý Antonínek – Výlet
- Trnava – Za humny je drak
- Uherské Hradiště – Četnické humoresky, Pohlaď kočce uši, Slovácko sa nesúdí, Sonáta pro zrzku, Žert
- Valašské Meziříčí – Kapitán Korda, Stíny horkého léta
- Velehrad – Rodina je základ státu, Tri dcéry
- Velké Karlovice – Pověst o stříbrné jedli, Ranč U Zelené sedmy, Stíny horkého léta
- Vizovice – Kapitán Korda
- Vlčnov – Jízda králů
- Vodní nádrž Fryšták – Četnické humoresky, Cesta do pravěku
- Vysoké Pole – Ranč U Zelené sedmy
- Zlín – Botostroj, Brak, Ještě svatba nebyla, Mezi námi kluky, Proměny, Ranč U Zelené sedmy
- Zlín (zámek Lešná) – Spadla z oblakov, Terezu bych kvůli žádné holce nopustil
- Žítková – Už se nebojím, Domácí péče

## Olomoucký kraj
- Bouzov – Arabela, Kopretiny pro zámeckou paní, Království potoků, Krev zmizelého, O Janovi a podivuhodném příteli, O medvědu Ondřejovi, O princezně Jasněnce a létajícím ševci, Rumplcimprcampr, Princezna a půl království, Princezna zakletá v čase 1 a 2
- Čechy pod Kosířem – Paleta lásky
- Čechy pod Kosířem (zámek) – Zámek Nekonečno
- Helfštýn – O živej vode
- Hlubočky (Smilovský tunel I) – Četníci z Luhačovic
- Mírov – In nomine patris, Kajínek, Tichá bolest, Tmavomodrý svět
- Mladečské jeskyně – Freonový duch
- Náměšť na Hané – Konto separato, Svatba upírů
- Náměšť na Hané (zámek) – Kameňák
- Nové Losiny – Der Lebensborn-Pramen života
- Olomouc – Četnické humoresky, Dobrodružství kriminalistiky (díl Písmo), Modré stíny, Záhada hlavolamu, Žert, Případ mrtvého nebožtíka
- Olomouc (Fakultní nemocnice) – Modré stíny, Případ mrtvého nebožtíka
- Olomouc (Univerzita Palackého) – Modré stíny
- Prostějov – Četníci z Luhačovic, Četnické humoresky, Zámek Nekonečno
- Staré Město – Der Lebensborn-Pramen života
- Svatý Kopeček – Na Svatém Kopečku
- Šternberk (hrad) – Mrtvý princ
- Šumperk – Jan, Krásno
- Tovačov – Četnické humoresky
- Velké Losiny (zámek) – Bathory, Kladivo na čarodějnice, O Ječmínkovi

## Moravskoslezský kraj
- Albrechtice u Rýmařova – Divoké včely
- Bohumín – Zakázané uvolnění (2014)
- Budišov nad Budišovkou – Velké sedlo
- Český Těšín – Strakatí andělé, Muzzikanti
- Frýdek-Místek – Jedna kočka za druhou, Strážce duší
- Hodslavice – Výbuch bude v pět
- Hradec nad Moravicí – Princezna a půl království, Labyrint 2, Když draka bolí hlava
- Hrubý Jeseník (chata Barborka) – 4teens
- Hrubý Jeseník (sjezdovka Velký Václavák) – 4teens
- Jánské Koupele – Velké sedlo
- Jiříkov – Divoké včely
- Karlova Studánka – S tebou mě baví svět
- Karviná (Doly) – Parta hic
- Kopřivnice – Přátelé Zeleného údolí
- Košetice (Velké Heraltice) – Klér
- Kružberk – Velké sedlo
- Leskovec nad Moravicí – Velké sedlo
- Louky nad Olší – Strakatí andělé
- Malá Morávka – Freonový duch
- Nový Jičín – Kapitán Korda, Kočky neberem, Sametoví vrazi
- Orlová – Klér
- Ostrava – Co je vám, doktore?, Non Plus Ultras, Parta hic, Pohlaď kočce uši, Proč bychom se netopili, Proměny, Strakatí andělé, Štika v rybníce, Tanková brigáda, Velké sedlo, Zakázané uvolnění (2014), Město nic neví
- Ostrava (Bazaly) – Non Plus Ultras
- Ostrava (Kunčice) – Rychlík do Ostravy
- Ostrava (Moravská Ostrava) – Co je vám, doktore?, Proč bychom se netopili, Klér
- Ostrava (Plesná) – Velké sedlo
- Ostrava (Poruba) – Velké sedlo
- Ostrava (Radvanice) – Zakázané uvolnění (2014)
- Ostrava (Slezská Ostrava) – Tanková brigáda, Terezu bych kvůli žádné holce neopustil
- Ostrava (Svinov) – Anděl na horách
- Ostrava (Vítkovice) – Co je vám, doktore?, Kouř, Parta hic, Proč bychom se netopili, Strakatí andělé
- Ovčárna – 4teens
- Pěchotní srub MO-S 5 Na trati – Udělení milosti se zamítá
- Podhradí – Velké sedlo
- Polanka nad Odrou – Velké sedlo
- Příbor – Metráček, Kamenný řád
- Sovinec (hrad) – Bathory, Krakonošovo tajemství
- Sudice – Princezna a půl království
- Studénka – Kapitán Korda
- Šilheřovice – Tmavomodrý svět, Zakázané uvolnění (2014)
- Štramberk – Metráček, Přátelé Zeleného údolí, Stíny horkého léta, Zakázané uvolnění (2014), Zlatník Ondra
- Štramberk (Kamenárka) – Přátelé Zeleného údolí
- Štramberk (Šipka) – Přátelé Zeleného údolí, Když draka bolí hlava, Zlatník Ondra
- Trojanovice – Parta hic
- Třinec – Ohnivé križovatky
- Velké Heraltice – Klér
- Vodní nádrž Kružberk – Velké sedlo
- Vodní nádrž Morávka – Velké sedlo
- Vodní nádrž Šance – Velké sedlo
- Vodní nádrž Těrlicko – Velké sedlo
- Vodní nádrž Žermanice – Velké sedlo